# 毛利輝元
毛利 輝元（もうり てるもと）は、戦国時代後期（安土桃山時代）から江戸時代前期にかけての武将・大名。安芸の戦国大名・毛利氏の14代当主。父は毛利隆元、祖父は毛利元就。
豊臣政権五大老の一人であり、関ヶ原の戦いでは西軍の総大将となった。長州藩の藩祖でもある。

## 概要
本姓は大江氏。 家系は大江広元の四男・毛利季光を祖とする国人領主の毛利氏。正式な姓名は、大江 輝元（おおえ の てるもと）。
天文22年（1553年）1月22日、毛利隆元の嫡男、毛利元就の嫡孫として生まれた。母は内藤興盛の娘（大内義隆の養女）・尾崎局。
永禄6年（1563年）8月、父・隆元が急死したため、若くして毛利氏の家督を継承し、祖父・元就や2人の叔父・吉川元春や小早川隆景らによる後見を受けた。また、元服に際し、室町幕府の将軍・足利義輝より「輝」の偏諱を受けて、輝元と名乗った。
輝元は元就と二頭体制を敷いて領国の統治にあたり、元亀2年（1571年）6月に元就が死去すると、親政を開始した。その間、尼子氏を滅ぼしたほか、尼子氏残党の蜂起、大内輝弘の乱、大友氏との戦いなどに対しては共同で対処し、領国の維持に努めている。
輝元は将軍・足利義昭を擁する織田信長とは当初、軍事的な同盟関係にあり、中央政権との友好な関係を築いていた。信長と義昭の関係が悪化し、義昭が京都を追放された際も、輝元は義昭に味方しなかった。
だが、信長が全国政権としての道を本格的に歩み始めると、毛利氏との全面戦争は避けつつも、その領国に圧迫を加えるようになった。加えて、信長の領国拡大路線により、毛利氏と織田氏が領国を接するようになると、争いは避けられなくなった。
そして、天正4年（1576年）に義昭が備後の鞆に亡命してくると、輝元はこれを庇護し、亡命政権・鞆幕府を樹立させた。そして、織田氏との同盟を破棄して、武田氏や上杉氏、石山本願寺らと同盟し、織豊政権と畿内及び中国地方で争いを繰り広げた。また、輝元は義昭から副将軍に任じられ、織田氏との争いの過程で尼子氏の残党にも勝利し、元就期を超える広大な領土を獲得した。
その後、毛利氏と同盟していた勢力が信長によって各個撃破され、また中国地方の攻略を担当していた羽柴秀吉の攻勢に対抗しきれず、輝元は次第に追い詰められた。だが、天正10年（1582年）6月に信長が本能寺の変で横死すると、輝元は秀吉と一時的に和平を結び、危機を脱している。
その後、輝元は秀吉と数年争うも、やがて国境策定に応じ、祖父以来の領地を安堵され、織豊政権との争いを終わらせた（京芸和睦）。また、秀吉の天下統一戦争にも協力し、四国攻めや九州攻めでは先陣を任されている。
豊臣政権下において、輝元は秀吉の信任を得て、徳川家康や前田利家と同じく、五大老として重きをなした。また、中央に関わりつつも、領国経営にも力を入れ、広島城を築城したほか、輝元出頭人と呼ばれる側近集団を整備し、自己を頂点する支配体制の構築を目指した。
秀吉の死後、徳川家康が台頭すると、輝元は五奉行らと連携し、これに対抗した。また、家康が秀吉の遺命を掲げ、毛利家中の問題に介入するようになったため、当主である輝元は家康を脅威と感じるようになった。
そして、慶長5年（1600年）7月、輝元は石田三成の呼びかけに応じ、西軍の決起に加わった。輝元は大坂城に入城すると、諸将に西軍の総大将として推挙され、軍の指揮を取った。輝元は養子・秀元を大将とする毛利勢を関ヶ原に送ったほか、四国や九州にも軍勢を展開した。
だが、輝元が関知しないところで、一門の吉川広家らが東軍に内通し、毛利勢の本戦への不参加を条件に、毛利氏の所領安堵を約していた。そして、9月15日の関ヶ原の戦いでは、広家や小早川秀秋らの裏切りにより、南宮山に布陣していた毛利勢は本戦に参戦できずに傍観するのみとなり、西軍は敗北した。
敗戦後、輝元は家康の説得を受け入れ、所領安堵と引き換えに大坂城を退去した。だが、輝元が西軍総大将として積極的に軍勢を指揮してきたことが発覚したため、家康は約束を反故にし、改易されそうになった。結局、広家らの尽力もあって、改易は免れたものの、祖父以来の領地の多くを削られ、周防・長門の2か国を領するのみとなった（防長減封）。
その後、輝元は出家し、形式的には嫡子・秀就に家督を譲ったが、法体のまま実質的な当主として政務を司り、二頭体制を取った。輝元は内政面で能力を発揮し、萩城を築城したほか、財政の再建、家中の融和にも努め、江戸幕府との関係も重視した。他方、輝元は低下した権威の回復のため、厳しい家中統制を行い、張元至や熊谷元直、天野元信、吉見広長ら家臣を粛清している。
元和9年（1623年）9月、輝元は正式に秀就へ家督を譲渡し、60年にわたる治世を終えた。そして、寛永2年（1625年）4月27日に萩で病没した。享年73（満72歳没）。

## 生涯

### 誕生
天文22年（1553年）1月22日、毛利隆元の嫡男として、毛利氏の居城・安芸吉田郡山城で誕生した。母の尾崎局は大内氏の重臣で長門守護代の内藤興盛の娘であり、大内義隆の養女でもあった。幼名は幸鶴丸（こうつるまる）と名付けられた。
幸鶴丸が誕生した天文22年（1553年）は、天文19年（1550年）7月の井上元兼とその一族の討伐を契機に家中掟法の整備、それによる家中統制が行われ、毛利氏の「国家」が成立していた。また、陶晴賢が主君・義隆を討った大寧寺の変を経て、祖父・毛利元就の権力基盤が強化された後でもあった。
天文23年（1554年）5月、防芸引分（大内氏・陶氏との断交）が行われ、翌年（1555年）10月に毛利氏は厳島の戦いで陶晴賢を討った。その後、防長経略も行われ、毛利氏は大内氏と陶氏を滅ぼした。さらに、尼子晴久を惣領とする尼子氏との戦いも行われ、石見国で対峙が続いた。それゆえ、父の隆元は断続的に出陣を繰り返し、幸鶴丸のもとに落ち着くことはなかった。

### 家督相続と二頭体制

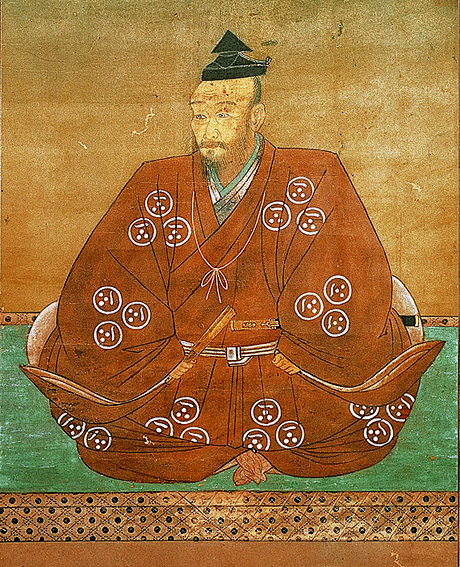
毛利元就

永禄6年（1563年）5月、周防国防府に在陣して北九州における大友氏との対応にあたっていた毛利氏当主である父・隆元は、大友義鎮（大友宗麟）との講和が成立すると、出雲国での尼子氏攻めに加わるため、5月27日に軍を率いて防府を発ち、岩国や厳島を経由して、7月10日に吉田郡山城の北西1里にある多治比に到着した。
7月11日、隆元は福原貞俊を派遣して吉田郡山城にいる幸鶴丸を多治比に呼び寄せ、終日歓談を楽しんだ後に幸鶴丸を吉田郡山城に送り帰したが、この時が幸鶴丸が父・隆元に対面した最後の機会となった。
7月12日には隆元は多治比を出発して北方3里にある高田郡佐々部に在陣し、出雲遠征に従軍する軍勢の集結を待っていたが、出陣予定日の前日である8月4日に佐々部で急死した。隆元の遺体は隆元に従っていた家臣達によって吉田に送られ、隆元の高祖父にあたる毛利煕元の菩提寺であった大通院に葬られることとなる。
この頃、出雲国洗合に在陣して尼子氏と抗争していた元就は隆元の急死を知って大いに悲嘆していたが、幸鶴丸に鱈を贈って慈愛の情を示した。一方の幸鶴丸も元就に陣中見舞いとして樽酒と肴に書状を添えて贈ると、元就は大いに喜び、閏12月12日に幸鶴丸に返書を送って懇情に感謝すると共に、幸鶴丸が無事であることは何よりめでたく、元就も無事であるから安心するようにと申し送っている。
また、閏12月26日には歳首祈念の巻数を贈られたことに感謝する書状を厳島神社の棚守房顕に送っているが、この時の書状が現存する輝元最初の書状となっている。それに続いて、永禄7年（1564年）1月12日の内藤元種に対する加冠状、2月13日の周防国山口の興隆寺に宛てた修二会大頭役の差定状、2月19日の中村余次郎に対する加冠状、6月25日の明叔元楊宛ての書状等が残っている。
父・隆元の急死により、幸鶴丸が11歳にして家督を継承するが、元就が後見して政治・軍事を執行した。この時期、安堵状・宛行状・官途状・加官状類は元就から発されており、幸鶴丸は形式的には家督を継承したものの、その権限は保留状態にあった。

### 元服
永禄8年（1565年）、幸鶴丸が13歳となったため、元服の日程の吉辰を占って2月16日に吉田郡山城内で元服式を執り行うことが決まると、出雲国洗合に在陣していた元就は吉田にいる継室・中の丸に書状を送り、楽しみにしていた幸鶴丸の元服が京都からの上使の臨席のもとで執り行われることについて喜びを示している。
幸鶴丸の元服にあたっては、室町幕府の第13代将軍・足利義輝より「輝」の偏諱が与えられ、毛利氏の長子が代々名乗った「少輔太郎」の通称と合わせて、毛利少輔太郎輝元と名乗ることとなった。もっとも、輝元が将軍の偏諱を受けることができたのは元就が幕府に働きかけたからであり、永禄7年（1564年）12月以前から元服の準備が進められ、幸鶴丸の名を据えた花押の文書が同年半ば頃から増加したのもその一環であったと考えられる。
2月16日、吉田郡山城において元服式が執り行われ、京都から派遣されてきた幕臣の細川隆是が加冠役、桂元澄が理髪役、坂広昌が烏帽子役、粟屋元堅が櫛箱役、国司元武が鬢盥役を務めた。なお、当初は細川隆是が理髪役も務める手筈だったが、桂元澄が代行することとなり、元服式の前日に細川隆是の宿を訪ねて指導を受けた。各役を務める桂元澄、坂広昌、粟屋元堅、国司元武は細川隆是の指導を受け、平素着慣れない烏帽子を着用して元服式に臨んだが、元服式の様子は2日後の2月18日に桂元澄が弟の桂元忠に宛てた書状に詳しく残っており、以下の通りである。
まず、裏打直垂を着用した輝元が、式場の畳2枚を揚げて濡らした敷板の上に置いた竹皮製の讃岐円座に着座した。次に烏帽子役の坂広昌が柳箱に烏帽子を入れて輝元の右に置き、鬢盥役の国司元武が柳箱の鬢掻と水を入れて輝元の左に据え、櫛箱役の粟屋元堅が打乱箱に櫛2つ、笄1つ、断髪用の筍刀1つ、長さ3尺5～6寸の紫の元結と普通の元結、小高紙などを入れて布の櫛手拭で包み、輝元の前に置いた。
続いて理髪役の桂元澄が輝元の傍の円座に座して、輝元の前髪を2つに分けて紫の元結で両方を結い、小高紙で両髪の裏を包んで普通の元結で結んだ後で髪を中ほどから断ち切った。理髪が済むと、坂広昌が捧げる烏帽子を輝元が初めて着用し、最後に加冠役の細川隆是が輝元の鬢に水を付けて元服式は滞りなく終了したが、このような格式厳重な元服式は毛利氏においては前代未聞と称された。
元服式の後には祝賀の盃があり、輝元が三献を召す際の初献の酌を桂就宣が務めた。なお、初献の役について細川隆是は毛利氏一門の者が務めるべきだと注意しており、桂元澄は高齢を、坂広昌は病身を理由として辞退したため、桂就宣が急遽務めることになったが、桂就宣は正装である烏帽子と素襖を持っていなかったため、他の者から借用して初献の役を務めている。
輝元の元服式の当日に出雲国洗合に在陣していた元就は「御元服、誠に千秋万歳に候。我等の満足此の事に候」という祝辞と共に、太刀一振、刀一腰、馬一匹を輝元に贈っている。また、理髪役を務めた桂元澄は、細川隆是の名代ではあるが、老齢の身まで永らえた自分が理髪役を務めたことは冥加であると感激し、9貫の脇差一腰を献上して輝元の元服を祝った。さらに、3月2日に備後国人の湯浅元宗が、3月24日に周防国人の楊井武盛がそれぞれ太刀一腰や銅銭100疋を献上して輝元の元服を祝した。
輝元の元服によって事実上の当主となり、幸鶴期には全く発給していなかった官途状・加官状類が輝元の名でも発給されるようになり、輝元自身の当主としての権限も拡大された。だが、輝元と元就の連署の書状もあり、元就の後見が必要となる場面もあった。

### 初陣
永禄8年（1565年）3月、輝元は元就の招きに応じて出雲国洗合へ赴き、元服後初めて元就と会見した。その後、輝元はそのまま尼子氏攻めの軍に加わり、4月17日の尼子氏の本拠地である月山富田城の総攻めでは御子守口の合戦に参加して初陣を飾った（月山富田城の戦い）。この戦いにより、永禄9年（1566年）11月に尼子氏の当主・尼子義久が降伏し、毛利氏にとって長年の宿敵たる尼子氏は滅亡した。
永禄10年（1567年）2月、輝元は吉田郡山城へ凱旋した。
他方、元就自身は二頭体制に移行後、輝元の当主権限が拡大されるにつれ徐々に権限を移行し、輝元の初陣を機に隠居を考えていた。だが、同年に輝元は隠居しようとする元就に隠居しないように懇願し、その隠居を断念させた。15歳の輝元には毛利氏の領国を円滑に運営させてゆく自信がなく、輝元の名で領主たちの盟主たりうることは困難であった。そのため、元就が死没するまで、輝元と元就の二頭政治体制が続くことになる。また、叔父の吉川元春や小早川隆景の2人、毛利氏庶家筆頭の福原貞俊、口羽通良を合わせた4人、いわゆる「御四人」が輝元の政務を補佐した。

### 尼子氏残党の蜂起と大内輝弘の乱
永禄12年（1569年）6月、尼子勝久・山中幸盛ら尼子氏の残党が蜂起し、但馬の山名祐豊の支援を受け、毛利氏の支配する出雲に侵入した。このとき、毛利氏の主力は豊後の大友氏との戦闘のため、九州北部に展開中であり、それを狙った蜂起であった。尼子氏の残党が出雲に侵入すると、尼子氏の旧臣が集結し、7月中旬には月山富田城を攻撃した。
10月、旧主家・大内氏の残党である大内輝弘が大友氏の援軍を得て、周防に侵入した。これには大内氏の遺臣らも加わり一気に勢力が拡大し、毛利氏の領国支配を乱すこととなった（大内輝弘の乱）。
輝弘の侵入は6月の尼子氏の出雲侵入に呼応したものであり、大友氏の策略によるものであった。大友氏とは永禄7年に幕府の仲介で和睦していたが、永禄9年になると大友氏が毛利氏に属する筑前国の有力国人・高橋鑑種へ攻撃を始めた。その後、永禄11年（1568年）に同じ筑前の有力国人・立花鑑載が毛利氏に付き、それに対して大友氏が立花氏の居城・立花山城を攻め落とすなど、筑前では毛利氏と大友氏の攻防が続いていた（多々良浜の戦い）。
毛利氏は輝弘ら大内氏残党の侵入に対処するため、九州に展開していた軍勢を撤退させ、同月のうちに輝弘ら大内残党を討伐した。だが、この大内輝弘の乱により、筑前の高橋鑑種は不利な状況となり、輝元・元就・元春・隆景の連署起請文では「毛利氏が鑑種を見捨てない」ことを約束していたにもかかわらずそれを反故にする形となり、翌年に降伏を余儀なくされた。毛利氏は筑前国から勢力を失ったほか、豊前国でも門司城などの一部を残して拠点を失い、北九州における毛利氏の勢力は大きく減退した。
永禄13年（元亀元年、1570年）1月、輝元は大内輝弘の乱を鎮圧したのち、尼子氏残党軍を討伐するため、元春、隆景らとともに吉田郡山城より大軍を以て出陣した。
2月、輝元は布部山の戦いで勝利したのをはじめ、次々と尼子方を打ち破り、元亀2年（1571年）8月までに山陰から駆逐した。だが、尼子勝久・山中幸盛ら尼子氏の残党勢力は再興を諦めず、毛利氏に対して抵抗を続けることとなる。

### 織田氏との関係構築・敵対勢力との戦い

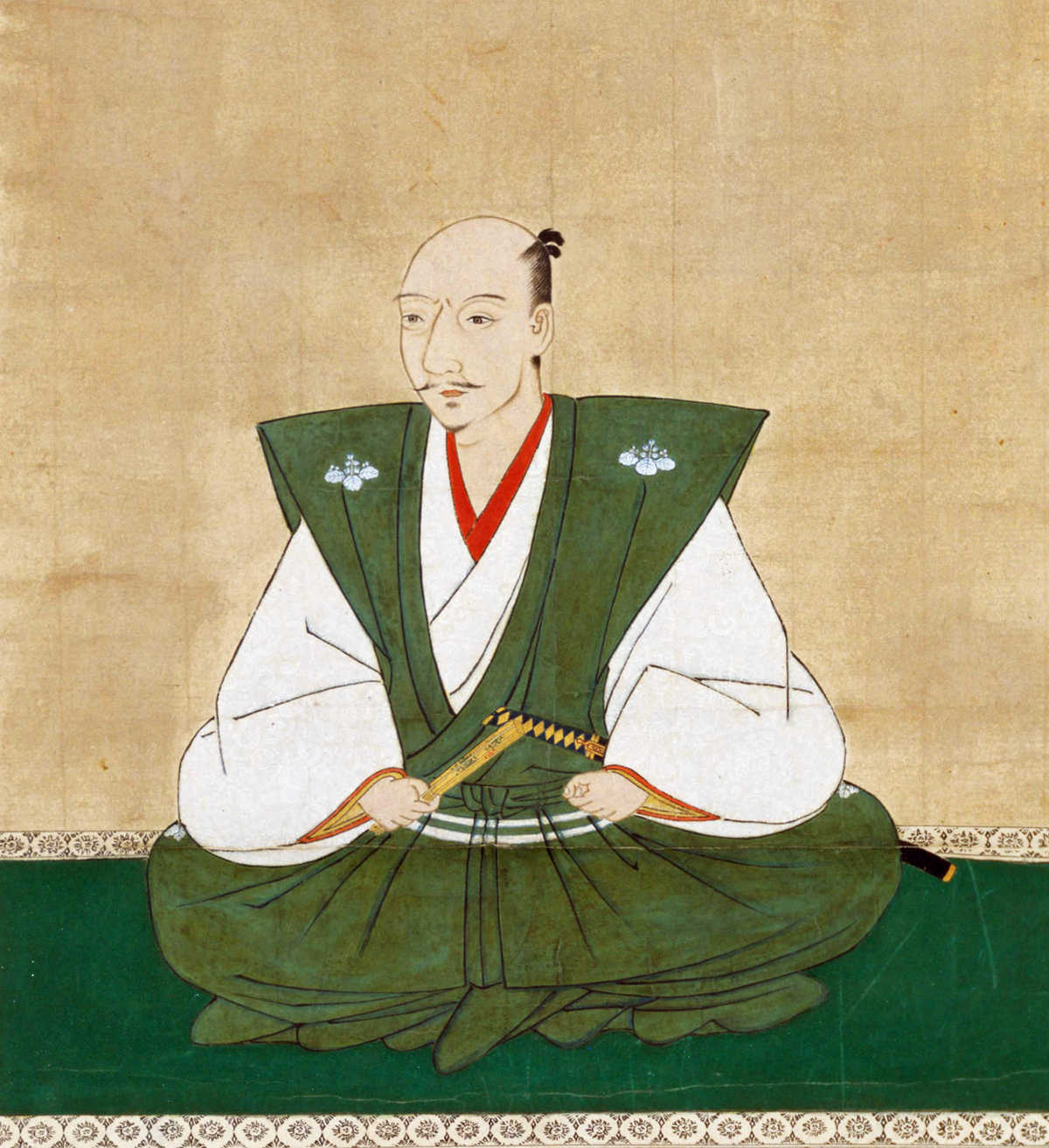
織田信長

永禄8年5月、輝元が元服して3ヶ月後、京では将軍・足利義輝が三好義継、三好三人衆、松永久通らに討たれる永禄の変が発生し、新たな動乱の火種となった。その後、義輝の弟・一条院覚慶は還俗して足利義昭を名乗り、永禄10年に聖護院門跡の道増を使者とし、輝元を後見する元就に支援を求めた。この道増は近衛尚通の子で、さらに兄の近衛稙家は義輝の義父であり、義輝の使者として幾度か西国へ下向していた。義昭は道増と元就の間に構築された外交ルートを活用することを考え、尼子氏を滅ぼして上洛が可能となった毛利氏を頼ろうとしていた。
その後、永禄11年1月3日付で義昭から輝元に起請文が発せられたものの、元就は無用な戦線の拡大を望まず、出兵要請には応じなかった。同様の要請は越後の上杉輝虎（謙信）、越前の朝倉義景、尾張の織田信長らにも行われたが、上杉輝虎は要請に難色を示し、朝倉義景も上洛に踏み切ろうとしなかった。結局、織田信長がこの要請に応じ、同年9月に義昭とともに上洛、義昭は朝廷から将軍に任命された。
永禄12年半ば以降、毛利氏と織田氏の交流が始まった。同年6月に毛利氏の主力が九州北部に出兵中、但馬山名氏の支援を受けた尼子氏残党が出雲国に侵攻した際、信長は木下秀吉と坂井政尚を但馬へと出兵させて毛利氏を支援した。また、信長は敵対する阿波・讃岐を支配する三好氏に対抗するため、毛利氏と大友氏を調停し、和睦させた。
永禄13年3月以降、輝元と信長の通交が始まるようになる。3月23日付の書状では、輝元が朝廷から右衛門督に任ぜられたことに関して、義昭の御内書が発給されたことを信長が祝している。また、毛利氏が要請した浦上氏の攻撃に関して、信長が時期を見て出兵すると約束したことも記されている。
元亀2年1月、阿波三好氏の家臣・篠原長房が讃岐に軍勢を移し、毛利氏の領する備前国児島郡を攻めた。長房の備前侵攻は、義昭・信長と長房の前年の志賀の陣における和睦によって引き起こされたものであった。
4月、輝元が元就との連署で信長に書状を発している。その内容は、尼子氏に与して出雲・伯耆沿岸部に襲来した丹後・但馬の海上勢力に対して、将軍から停止命令を発給してほしいと要請したものである。信長は将軍にこれを奏達し、信長自身も命令を発している。
5月26日、輝元と元就は、義昭と信長が毛利側に一言の相談もなく、畿内で長房と和睦したことを抗議した。長房は前年の義昭や信長との和睦を「京都御宥免」と称し、それを大義名分として、備前の浦上宗景と結び、備前児玉に侵攻していた。輝元と元就は長房の軍事行動を「中国錯乱」の企てと批判するとともに、九州から大友宗麟に挟撃されることを恐れ、義昭による和睦斡旋を受け入れると伝えた。
6月14日、輝元を後見し続けてきた元就が死去した。このとき、輝元は布部山の戦いの後も出雲に在陣中であったが、新山城攻撃を目前に「元就、危篤」の報が入り、元春にその場を任せ、隆景と共に元就の病床に駆けつけたほどであった。元就の死により、輝元は毛利両川体制を中心とした重臣の補佐を受け、親政を開始する。
6月20日、信長が輝元・元就宛に書状を送っている。その内容は、長房との和睦は本意ではなかったとしたうえで、義昭が毛利氏と長房の和睦を仲介しても、長房は受け入れないだろうというものであった。
8月13日、義昭が毛利氏と長房の争いに関して、伊予守護の河野氏に参戦を促した。これは、元就が死去し、毛利氏が苦境に陥っていたことによる。
9月、信長は元就死去の弔意を、隆景宛ての書状で示している。その書状には、「讃州表発珍重に候」とあり、毛利氏が三好氏の支配する分国へ出兵を図っていたことも記されている。
輝元ら毛利氏は大友氏、尼子氏、三好氏、浦上氏などに戦いを有利に進めるため、将軍の権威を利用し、その過程で信長を経由しなければならなかった。信長も表面的には協力姿勢を見せ、毛利氏と織田氏には軍事同盟が成立していたが、信長自身のなかでは毛利氏への優先度は低かった。
そのため、輝元は独力でこれらの敵を相手にせねばならなかった。輝元は元亀2年6月の元就没後すぐ、尼子勢を領内から駆逐し、また三好氏の分国へも侵攻した。

### 足利義昭の処遇を巡って

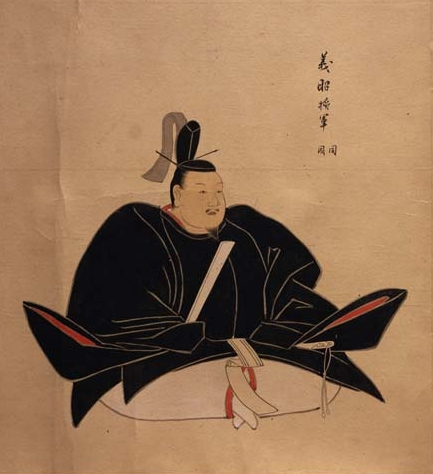
足利義昭

永禄13年1月、信長は義昭に殿中御掟に追加の5ヶ条を加えた。その第一条は諸国の大名との交流に関して制限を加えるもので、義昭が御内書を出す場合には信長の添状を必要とするものであり、その効力に規制を加えるものであった。これを機に信長と義昭の関係は悪化していった。
元亀3年（1572年）9月、信長は義昭に殿中掟書の徹底を求めるため、異見十七ヶ条を出した。その中で、信長は義昭による御内書の無断発給を問題視し、同盟関係にあった毛利氏との交流も監督下に置こうとした。
10月、輝元は義昭の仲介により、閏1月より勧告されていた備前の浦上宗景、宇喜多直家との和睦を実現した（芸備和睦）。毛利氏は浦上氏を事実上屈服させたにより、その包囲網を瓦解させることに成功した。
元亀4年（天正元年、1573年）2月9日、輝元は義昭からの推挙を得て、朝廷より右馬頭に任じられた。これは輝元を与党に引き入れ、毛利氏の勢力を味方につけようとする義昭の工作でもあった。
信長も義昭の動きに対抗して、輝元に接近し、毛利氏との同盟関係を維持しようとした。義昭は信長に対抗するため、6月に毛利氏に対して兵粮料を要求したが、輝元は信長との関係から支援しなかった。そして、7月18日に義昭は槇島城の戦いに敗れ、京から退去した。信長は輝元に7月13日付の書状で、「自身が天下を静謐し、将軍家のことに関しては輝元と万事相談してその結果に従うこと」を約束している。
義昭追放後、輝元と信長の関係は続いた。そのため、9月7日付の御内書では、毛利氏が信長と懇意にしていることや、かつて毛利氏が将軍家を疎かにしないと提出した起請文が反故にされていることが批判されている。他方、輝元が秀吉に充てた同日付の書状では、信長と義昭が和解し、義昭が京に帰還できるよう仲介を試みている。
輝元はまた、義昭と信長の和解を仲介する代わりに、但馬山名氏の支援を受けて反抗を続ける尼子氏残党に対抗するため、織田氏に但馬への侵攻を要請しており、信長も同意していた。輝元にとってもまた、織田氏との同盟は領国を守るためには重要であり、義昭のために信長と敵対して上洛するよりは、信長の力を利用する道が最適であった。他方、輝元は信長と義昭の仲介もあきらめておらず、両者の関係をとりもつため尽力した。
11月5日、義昭が和泉の堺に落ち着くと、信長からは羽柴秀吉と朝山日乗が、輝元からは安国寺恵瓊と林就長が派遣され、双方の使者はともに義昭と面会し、信長と和解したうえでの帰京を説得した。信長自身も義昭の帰京を認めていたが、義昭が信長からの人質を求めたため、交渉は決裂した。
輝元は義昭の処遇に関して、信長と義昭を仲介したが、それは決して室町幕府復興のために尽力したわけではなかった。輝元が怖れていたのは、追放された義昭が毛利氏の領国に下向し、織田氏と全面戦争に突入することであった。信長もまた、義昭の追放で畿内が動揺している今、輝元が義昭を奉じて織田氏との全面戦争に踏み切ることは避けたかったと考えられる。

### 浦上氏・三村氏との戦い

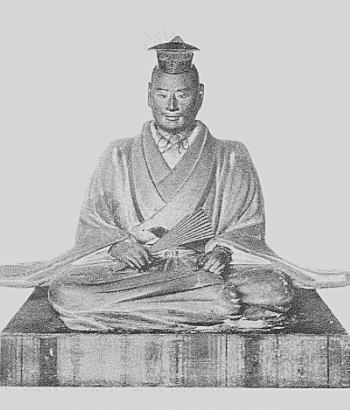
宇喜多直家

輝元と信長の関係は依然として保たれていた。だが、信長は毛利氏との全面戦争は避けていたが、毛利氏を牽制するために重要な布石を打った。それは天正元年12月に浦上宗景に備前・播磨・美作の統治を認める朱印状を出したことであった。
浦上宗景は備前・播磨・美作に広域的権力を保持し、永禄末年から毛利氏と交戦していたが、元亀3年10月に毛利氏に従属する形で和睦していた。それゆえ、浦上氏は毛利氏の従属下にあり、備前・播磨・美作は毛利氏の領国であると考えられていた。だが、信長が宗景に備前・播磨・美作の統治を認めたことは、毛利氏にとっては想定外であった。備前・播磨・美作が毛利氏の領国であるとするならば、所領の安堵は輝元の権限であり、信長にその権限はなく、信長の行為は備前・播磨・美作を織田氏の分国に加えるに等しい行為であった。
輝元と同様に、浦上宗景と対立する宇喜多直家にとっても、宗景の備前・播磨・美作における統治権を認めることはできなかった。直家は永禄12年（1569年）以降、宗景の従属下を脱してほぼ対等の関係にあったが、信長の朱印状によって宗景の備前・播磨・美作の統治権を認めるということは、宗景の支配下に入ることを自ら認めることに他ならなかった。
天正2年（1574年）3月以降、宇喜多氏が浦上氏と敵対関係に入ると、5月に輝元は直家への支援を表明した。輝元としては、宗景の毛利氏への態度が二転三転して不信感を募らせたことや、宇喜多氏が信長の勢力拡大に対する防潮堤の役割を果たすと考えたことが、直家への支援に繋がったと考えられる。
一方、宗景は輝元や直家に対抗するため、毛利氏と長らく敵対していた大友氏から支援を受け、さらに毛利氏から離反した備中の三村元親と連携しようとした。三村氏は毛利氏に軍事的には従属していたものの、自立性の高い国人領主であった。元親は父で先代の当主・家親を直家に殺害されており、輝元がその直家の支援に踏み切ったことが、毛利氏からの離反に繋がった。また、元親は浦上氏を通じて、信長から支援があると考えていた。ただし、元親の叔父・親成は毛利方にとどまっており、毛利氏の調略があったと考えられている。
天正3年（1575年）6月、毛利氏は三村元親を攻め滅ぼし、同年9月には浦上宗景が居城・天神山城から追われて播磨に逃れ、この軍事衝突は毛利氏の勝利に終わった。三村氏の旧領は毛利氏が直接的に支配する地域に入り、輝元は元就を上回る領域支配者となった。
他方、浦上氏や三村氏が期待していた信長から援軍は送られなかった。信長は毛利氏を牽制したものの、毛利氏との断交はまだ早いと考えており、表面的に継続していた軍事同盟を維持する形を取った。
輝元は備前・播磨・美作を織田氏の領国に組み込もうとする信長の目論見を砕こうとしたが、信長との直接対決は望まず、あえて信長の朱印状発給に反発した直家を宗景と戦わせる道を選んだ。輝元は織田氏との軍事同盟を維持する道を選んだが、その過程で毛利氏に長年付き従ってきた三村氏の離反もやむを得ないと考えていたと推測される。
とはいえ、浦上氏の領国が消え、宇喜多氏の領国を含む毛利氏の領国は織田氏の領国と直接境界を接することとなった。これにより、信長との対決は目前に迫った。

### 芸但同盟と尼子氏残党との戦い
但馬では、山名氏が尼子勝久・山中幸盛ら尼子氏残党を支援し、毛利氏と敵対していた。かつては織田氏が毛利氏救援のために但馬に出兵したこともあった。他方、信長は毛利氏にとって敵対勢力であるはずの尼子氏残党に対して、柴田勝家を通じて密かに接触を図っていた。
天正3年1月、輝元は尼子氏を支援していた但馬の山名祐豊・堯熙父子との同盟、いわゆる芸但同盟（芸但和睦）を成立させた。
但馬山名氏は、天正元年11月に因幡山名氏の山名豊国が毛利氏に従ったことにより、苦戦を強いられていた。また、織田氏の勢力が但馬に浸透することで、山名氏の但馬国主としての地位や因幡に対する宗主権を否定されることを嫌ったと考えられている。
輝元も但馬を織田氏分国にしようとする信長の野心を察知し、天正2年以降に信長の介入で勃発した浦上氏や三村氏との争いや、加えて信長が尼子氏と接近しているのではないかという疑心もあり、あえて山名氏との同盟の成立に踏み切ったと考えられる。芸但同盟の成立により、輝元は但馬を毛利氏の影響下に置いた。
一方、信長は隆景に宛てた7月6日付の書状で、表面的には芸但同盟の成立を認めているが、但馬を織田氏の分国にしようとしていた思惑を隠し切れていない部分もある。とはいえ、芸但同盟成立後も但馬の田結庄氏ら尼子方国人は屈服せず、内乱が続いた。
また、芸但同盟の成立により、尼子方の山中幸盛は山名氏の支援を受けることができなくなり、6月に因幡国の若桜鬼ヶ城を攻略し、拠点を移した。これに対し、同月に輝元は元春と隆景に大軍を以て因幡に侵攻させ、8月に毛利軍は若桜鬼ヶ城を包囲したが、山陽方面で織田氏との緊張が高まったこともあって、10月に若桜鬼ヶ城の周辺に多数の付城を築いて撤退した。

### 織田氏との同盟破棄・信長との決別
天正4年（1576年）2月、将軍・足利義昭が紀伊国の畠山領を経て、毛利氏領国の備後・鞆に動座してきた。同月8日には義昭は元春に命じて、輝元に幕府の復興を依頼した。だが、この動座は毛利氏に何一つ連絡なく行われたものであって、信長との同盟関係上、義昭の動座は避けなければならない事態であり、輝元はその対応に苦慮した。
輝元と信長は先の軍事衝突後、同盟を維持する方向で話を進めていた。ところが、信長は播磨に逃れた浦上宗景を庇護して軍事支援を行い、先の衝突では浦上氏・三村氏の支援に消極的だったにもかかわらず、一転して方針を転換させ、毛利氏との軍事対決も辞さない態度を示した。また、先の衝突が信長の予想に反して早期決着したため、信長は毛利氏と宇喜多氏の同盟を警戒するようになっていた。さらに、天正3年以降、信長は毛利氏への包囲網を構築するため、近衛前久を九州に下向させ、大友氏・伊東氏・相良氏・島津氏の和議を図ろうとしていた。
輝元と信長の関係は悪化していたとはいえ、表面上両者の同盟関係は継続されており、
毛利氏が義昭を受け入れないことは信長とも約束されていたことで、それを破ることは重大な背信行為であった。だが、義昭の下向は先の衝突以降、浦上氏の領国という緩衝地帯がなくなった両者の軍事的緊張が高まっていた中で、決定的な亀裂を生じさせた。義昭自身は信長が宗景に備前・播磨・美作の統治を認める朱印状を出したことや、宗景が播磨へ逃亡して以降の対応から、信長の輝元に対する「逆心」は明確であると述べており、同盟は既に破綻していると考えていた。
輝元は信長と義昭との間に揺れ動いた末、4月に義昭の要請に応じ、5月7日には反信長として立ち上がり、13日に領国の諸将に義昭の命令を受けることを通達し、西国・東国の大名らにも支援を求めた。これにより、輝元は信長との関係を断ち、織田氏との同盟も破棄することとなった。輝元自身も信長による領国への介入から疑心に駆り立てられ、信長との関係修復が困難であると判断したと考えられている。
輝元ら毛利氏に庇護されていたこの時期の室町幕府は、「鞆幕府」とも呼称される。義昭を筆頭とする鞆幕府は、かつての奉公衆など幕臣や織田氏と敵対して追われた大名の子弟らが集結し、総勢100名以上から構成されていた。
輝元自身も鞆幕府において、義昭から将軍に次ぐ地位たる副将軍に任じられている。また、輝元は副将軍として義昭を庇護することにより、毛利軍を公儀の軍隊の中核として位置づけ、西国の諸大名の上意に君臨する正統性を確保した。また、義昭は鞆に滞在中、輝元に足利将軍家の桐紋与えている。

### 三者同盟の成立と本願寺救援

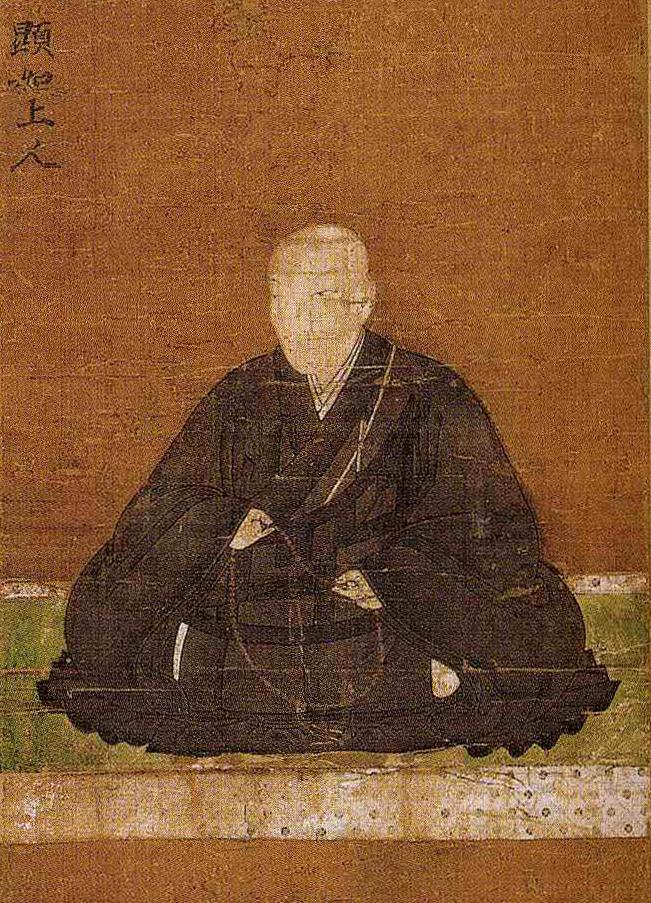
顕如

輝元が義昭を鞆において庇護することを決めたことは、諸国の情勢に大きな変化を与えた。
義昭は輝元の庇護を受け、反信長勢力を糾合し、幕府の復興に尽力した。
4月、輝元が義昭を庇護したのと同時期、織田氏と大坂の石山本願寺と和議が破れ、戦闘が再開された。本願寺は紀州の雑賀衆の援軍も得て、初戦は織田軍に勝利を収めた。
同月、輝元と同様に信長と同盟関係にあった北国の上杉謙信が、本願寺との和平交渉を開始し、5月中旬に講和を成立させた。謙信が本願寺と講和した背景には、義昭が輝元の庇護下で鞆に落ち着き、義昭自身も謙信に幕府再興の援助を求めたからだとされる。
謙信と本願寺との講和によって、毛利氏、上杉氏、本願寺による三者同盟が結成され、第三次信長包囲網が築き上げられた。5月になると、輝元は謙信に上洛を呼びかけ、6月に謙信は隆景に対して、来春には上洛するように伝えている。また、義昭も6月に謙信と甲斐の武田勝頼に使者を出し、輝元と力を合わせて信長を討つように命じている。
本願寺は初戦に勝利を収めていたが、5月に信長自らが出陣すると劣勢となり、やがて大坂を水陸から織田軍に包囲された。本願寺は輝元に支援を求め、輝元も反信長同盟が崩れることを危惧し、救援を決めた。輝元は本願寺救援のため、村上水軍などからなる毛利水軍を派遣し、織田軍の海上からの包囲を破ろうとした。
7月13日、毛利水軍は織田水軍を大阪湾木津川河口（現在の大阪市大正区に位置する木津川運河界隈）で破り、本願寺に兵糧や武器など物資を運び入れることに成功した（第一次木津川口の戦い）。この戦いで織田水軍は毛利水軍の焙烙といった火器に対抗できず、真鍋貞友ら水軍の将が多数討たれるなど大きな損害を被り、輝元は強力な海軍力を背景に瀬戸内海一帯の制海権を保持した。

### 尼子氏残党への勝利・最大版図の獲得
尼子軍は因幡国内において孤立し、天正4年5月頃に若桜鬼ヶ城を退去し、尼子氏の勢力は因幡国から撤退した。
天正5年12月、織田方の羽柴秀吉が宇喜多直家の支城である播磨国上月城を攻略すると、尼子勝久と幸盛がその城に入った。
天正6年（1578年）2月中旬、三木城の別所長治が信長に叛旗を翻し、毛利氏に味方した。輝元はこれを好機とみて、4月に元春・隆景らに大軍を以て播磨に進軍させ、自身も備中高松城に入った。その後、同月18日に毛利氏は尼子氏残党が籠城する上月城を包囲した。
5月、織田方の秀吉が荒木村重らと共に1万の軍を率いて上月城の救援のため、高倉山に布陣した。だが、6月に毛利氏は高倉山で織田軍を破り、書写山まで撤退させ、上月城は孤立無援の状態になった。
そのため、7月5日に籠城していた尼子氏残党は降伏し、毛利氏は城兵の助命を条件として、尼子勝久及び弟の氏久は切腹させ、他多数の者を処刑した。山中幸盛は許され、輝元の在陣する備中高松城へ連行されたが、その途中で殺害された。
上月城の戦いの勝利により、輝元は安芸・周防・長門・備前・備中・備後・美作・因幡・伯耆・出雲・隠岐・石見のみならず、讃岐、但馬、播磨、豊前の一部を領有し、元就の時代をはるかに上回る領土を支配する大名となった。また、輝元は足利義昭を擁して鞆幕府を庇護することで、「副将軍」としてその名を天下に知らしめ、陸海の戦闘で織田氏に勝利し、信長に対抗しうる最大の勢力となった。

### 輝元の上洛計画
天正6年10月、摂津国を支配していた荒木村重が織田氏に反旗を翻した。輝元は6月の時点から村重に調略を進めており、それが成功したのであった。また、村重は信長から摂津の支配のみならず、播磨の諸勢力との取次も任されていた。
村重の離反は播磨の諸勢力が毛利氏に同調する契機となり、御着の小寺氏、志方の櫛橋氏、野間の在田氏、長水の宇野氏らが毛利氏側に付いた。村重のもとには黒田孝高が説得に赴いたが、逆に幽閉されている。これにより、輝元は播磨を混乱状態に追いやり、その影響力を播磨に浸透させた。
だが、輝元には宇喜多直家の存在という誤算もあった。播磨の諸勢力の中で、龍野の赤松広秀や置塩の赤松則房も毛利氏に味方したいと申し出たが、直家が反対したため、両者は宇喜多勢が攻略することとなった。直家が反対した理由に関しては、赤松氏の領土が宇喜多氏の領土に隣接しており、その支配下に置いておきたかったからだとされる。
11月4日、信長が朝廷を動かした結果、本願寺に対して信長と講和するように正親町天皇の勅命が下され、勧修寺晴豊と庭田重保が本願寺に派遣された。信長としては村重を再三説得するための時間稼ぎであったが、本願寺は信長との和睦は飲めるが、輝元とは「近年の芳志」があるとして、本願寺単独での和睦を拒否した。そのため、信長は本願寺のみならず毛利氏とも和睦する方針を取り、輝元に対しても勅使の派遣を計画した。
11月6日、毛利水軍は本願寺に物資を運び入れるため、大坂に再び来援したが、九鬼嘉隆の鉄甲船を用いた織田水軍に敗北を喫した（第二次木津川口の戦い）。以後、毛利氏は淡路島以西の制海権は保持したままであったが、大阪湾は織田水軍に封鎖された。また、信長はこの勝利や茨木城の開城を受けて、朝廷へと使者を急遽飛ばし、毛利氏への勅使派遣を中止させ、和平交渉を取りやめた。
このような状況下、輝元自らが軍勢を率いての上洛が計画されるようになった。義昭は村重の調略に関与していたが、輝元に対して、11月24日付の元春宛書状でこの機を逃さずに上洛するように命じている。このとき、同盟関係にあった武田勝頼からも、すぐさま上洛を求められている。
12月、輝元は出陣を決意し、毛利氏有利のこの好機に乗じて上洛しようとした。そして、輝元出陣の日は天正7年1月16日と定められ、諸将に下令された。輝元はそれに伴い、武田勝頼に徳川家康を攻撃し、織田氏の兵力を引き付けるよう要請している。
だが、輝元の上洛計画は期日を過ぎても実行には移されなかった。毛利氏有利の状況下にあるにもかかわらず、上洛計画が実行に移されなかったのは、大友義鎮に唆された市川元教や杉重良による謀反が勃発し、毛利氏内部が動揺していたことにあった。また、備中・美作の国人領主に対して、信長の調略の手が伸びていたこともあった。
輝元に対して、その上洛を反対したのは隆景であったと考えられている。輝元が祖父・元就の支配地域以上の領域を手に入れ、将軍・義昭を庇護する副将軍として有頂天となり、信長の調略や家中の謀反も顧みずに上洛を考えている姿を見て、隆景は危機感を覚え、これ以上の戦線拡大は危険と判断したからだとされる。
結局、輝元は隆景の説得を受け入れ、上洛を断念した。輝元は義昭からその後も再三にわたり出陣を命じられたが、動くことはなかった。

### 宇喜多氏・南条氏の離反、但馬・因幡からの退潮
輝元が上洛を断念したことは、備前の宇喜多氏、伯耆の南条氏といった織田氏との境界最前線に立つ領主たちに動揺を与えた。彼らは毛利氏がその権益を守護してくれる存在として認識し、織田氏との戦いで最前線に立って戦ってきた。だが、輝元の上洛断念は、輝元が織田氏を恐れ、家臣団を団結させる能力が欠如しているという認識を彼らに与えた。
天正7年（1579年）6月前後、備前の宇喜多直家が信長に通じて、毛利氏から離反した。直家が毛利氏から離反した理由に関しては、輝元が上洛を断念したために播磨へ進出する野望が実現できなくなったこと、加えて信長から備前と美作の領有を確約されたことにあった。直家の離反により、毛利氏と織田氏の争いは、織田氏有利に傾いていった。
同年9月、伯耆の南条元続が宇喜多氏に続いて毛利氏から離反し、織田方についた。南条氏は山名氏の下で守護代を務めるなど、伯耆を代表するような国人であった。だが、輝元の上洛断念により、宇喜多氏と同様に織田氏との最前線に置かれていた南条氏に対する毛利氏の支援に不安を覚えたために、織田氏に通じることとなった。
南条氏の離反により、西伯耆と因幡、但馬を結ぶ連絡ルートが遮断され、但馬の毛利方勢力は織田氏への抵抗を断念せざるを得ない状況となった。但馬同様に西伯耆とのルートを遮断された因幡でも、翌年から羽柴秀吉による攻略が進められるようになった。

### 信長包囲網の瓦解・秀吉との攻防

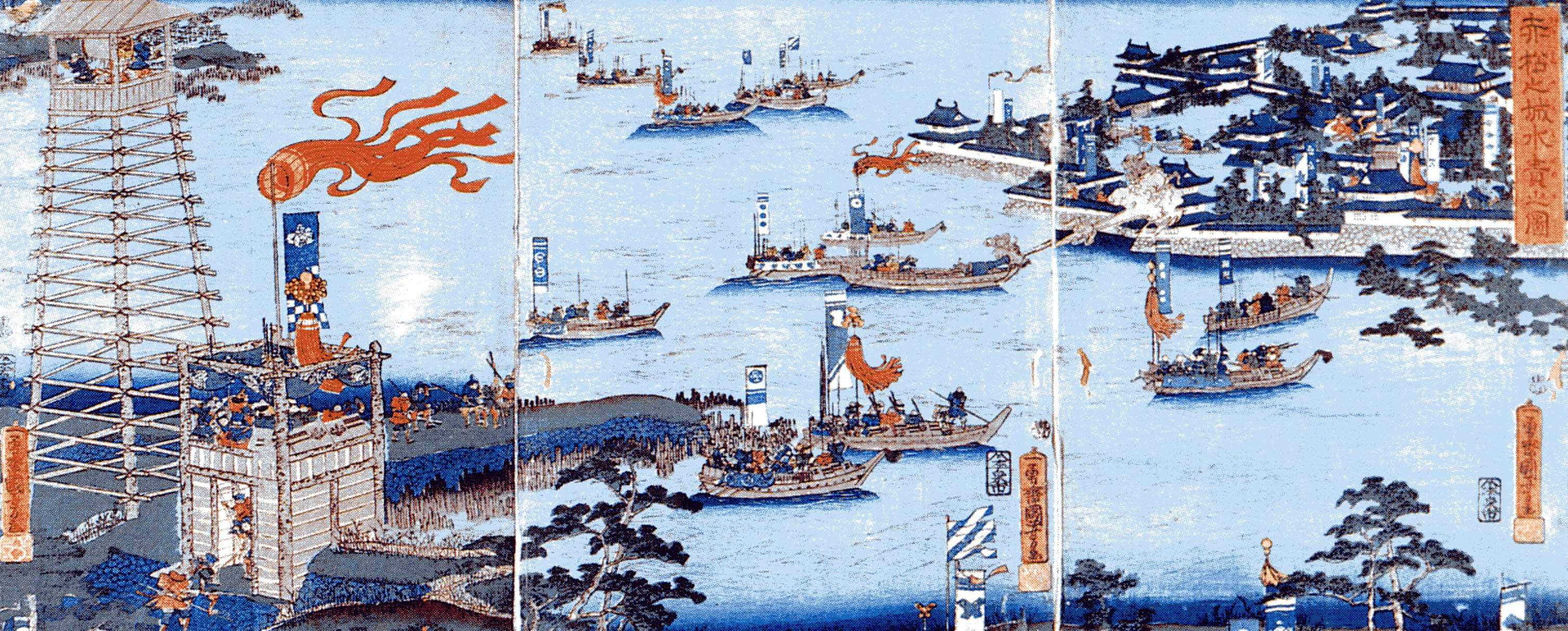
備中高松城の水攻め

輝元が上洛を断念したことは、自らが救援するはずだった三木の別所氏、摂津の荒木村重のみならず、大坂の石山本願寺をも見捨てることを意味していた。本願寺は輝元自らの援軍も見込めなくなったこともあり、次第に戦況が不利となっていった。
また、輝元と同盟関係にあった上杉謙信が天正6年3月に死去すると、その2人の養子・上杉景勝と上杉景虎が跡目を争う、御館の乱が勃発した。天正7年にこの乱を制した景勝もまた信長との抗争を継続したが、上杉氏は北陸方面で大きく勢力を減退し、信長包囲網が瓦解し始めてきた。
天正7年9月、輝元の上洛による援軍をあてにしていた荒木村重は織田方との戦いで不利に陥り、有岡城から退去を余儀なくされた。また、同年11月に有岡城が落城し、その他諸城も織田方の手に落ち、村重は毛利氏領国へと逃亡した。
天正8年（1580年）1月、織田軍の羽柴秀吉が三木城を長期に渡って包囲した結果、三木城は開城、別所長治は自害した（三木合戦）。
閏3月、石山本願寺は三木城の開城を受けて、勅命による織田氏との講和に応じた。顕如らは大坂を退去することとなり、摂津における毛利方勢力は壊滅した。
4月9日、顕如が大坂から紀伊の鷺森御坊に退去すると、これを契機として、織田方と毛利方との間で和睦の動きがみられるようになった。5月12日付の棚守房顕宛て安国寺恵瓊書状（巻子本『厳島文書』）によると、丹羽長秀と武井夕庵が毛利方に対し、宇喜多氏との戦いを専念するように伝えたうえで、和睦の条件として、元春の子息と信長の息女が婚姻することや、義昭を「西国之公方」として認めることなどを提示している。この交渉には明智光秀、さらには近衛前久や勧修寺晴豊ら公家衆も加わっており、現実味を帯びて交渉がなされたが、和平は実らなかった。これにより、信長は秀吉を中心とした中国地方攻略を本格化させた。
5月、秀吉は播磨を平定し、播磨の毛利方勢力も壊滅した。その後、同じく但馬を平定した弟の秀長と合流し、因幡へと侵攻した。秀吉は因幡の諸城を落とし、同年6月には因幡守護の山名豊国は降伏を余儀なくされた。
さらに、5月までに但馬の毛利方勢力も織田氏に降伏した。
南条氏によって但馬への連絡ルートを断たれた結果、但馬の国人らは抵抗の断念を余儀なくされた。
8月、輝元が吉川元春を主力とする軍勢を南条氏に向けると、因幡では豊国の家臣らが毛利氏に内通し、豊国を鳥取城から追放した。その後、毛利氏は名将・吉川経家を城番として因幡に派遣し、天正9年（1581年）3月に鳥取城に入城させた。だが、同年7月から秀吉は鳥取城の兵糧攻めを開始したため、城内は深刻な兵糧不足に陥り、同年10月に経家は自害を余儀なくされ城は開城した。
天正10年（1582年）2月、毛利軍と宇喜多軍は備前児島に近い、八浜において合戦を行った（八浜合戦）。毛利氏はこの戦いに勝利し、宇喜多秀家の名代・基家を討ち取った。だが、宇喜多氏はこの大敗を秀吉に報告し、秀吉はこれを受けて、中国地方への出陣を決意した。
3月、輝元と同盟関係にあった甲斐の武田勝頼もまた、甲州征伐で織田氏に敗れ、自害し果てた。武田氏の滅亡、上杉氏の衰退により、信長包囲網が瓦解し、輝元ら毛利氏はさらに不利な状況に追いやられた。また、輝元は織田氏の攻勢に対して、土佐の長宗我部元親とも同盟関係（芸土同盟）を構築したが、信長は長宗我部氏討伐のため、三男・織田信孝に四国への出兵を準備させていた。
4月、秀吉が備中に侵攻したが、毛利氏の軍事動員能力は天正4年から7年続いた戦いで限界に達しつつあり、備中諸城には毛利氏の支援もなく、落城するか調略されるかにより降伏した。そして、同月に毛利氏の忠臣で勇名を馳せていた清水宗治が籠もる備中高松城を攻撃し、5月には水攻めを行った（備中高松城の戦い）。
同月、輝元は急報を受けて、元春・隆景らと共に総勢5万の軍勢を率い、高松城の救援に向かった。そして、輝元は猿掛城に布陣し、高松城に近い岩崎山（庚申山）に元春、その南方の日差山に隆景を布陣させ、秀吉と対峙する。だが、輝元らは積極的な行動を起こせず、5月21日になって隆景と元春が織田勢と対峙する位置に陣を移したほどだった。
援軍としてやってきた毛利氏が動けなかった理由としては、秀吉の毛利水軍に対する調略により、来島水軍や高畠水軍、塩飽水軍が離反していていたことにあった。これにより、毛利氏は制海権を失い、陸路からのみの補給に頼らざるを得ず、そのために絶望的に物資が不足しており、輝元の本陣でさえ物資が不足する有様であった。また、毛利勢は水攻めにされた高松城に対して、船を使って物資を救援しようとしたが、その船すら入手できない状態であった。
そのうえ、5月末には信長自らが毛利氏討伐のため、京の本能寺で西国に赴く準備をしており、毛利氏は危機的な状況に陥った。

### 信長の死・秀吉との講和

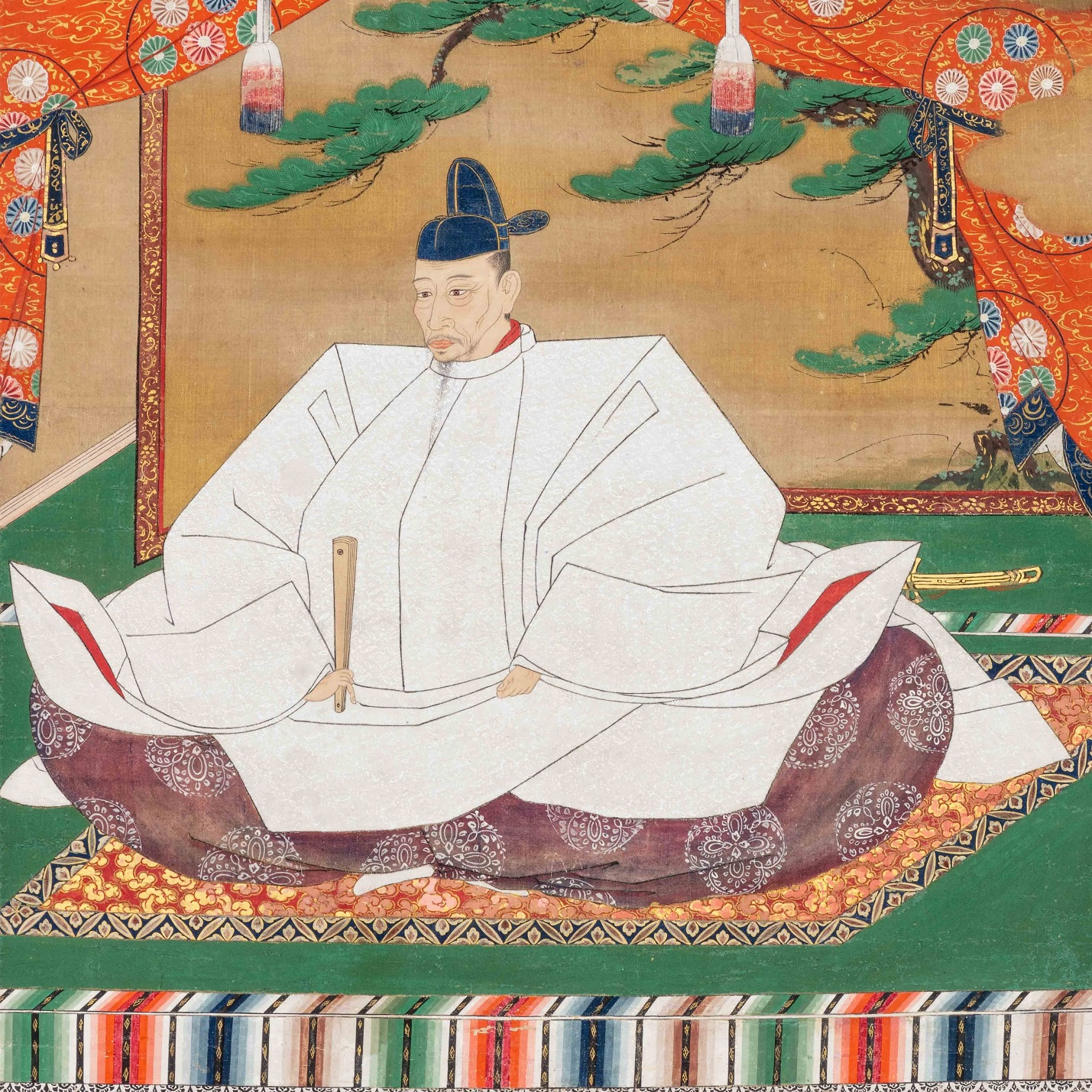
豊臣秀吉

6月2日、高松城攻防戦の最中、信長が京において明智光秀によって討たれる、いわゆる本能寺の変が発生した。
6月3日、いち早く情報を得た秀吉は、光秀の謀反による信長の死を秘密にしたまま毛利氏との講和を模索し、安国寺恵瓊に働きかけた。輝元ら毛利側は秀吉から毛利氏の諸将のほとんどが調略を受けていると知らされ、疑心暗鬼に陥り、講和を受諾せざるを得なかった。
6月4日、備中高松城は講和により開城し、城主の清水宗治らは切腹した。また、中国地方の毛利氏支配領域に関しては、秀吉が当初割譲を要求していた美作・備中・伯耆・出雲・備後の五国から、美作・備中・伯耆の三国を割譲することで妥協された。ただし、この時に結ばれたのは当面の戦闘を中止するとした停戦協定に過ぎず、輝元と秀吉の講和ではないとする見方もある。輝元は信長の突然の横死、清水宗治の犠牲と引き換えに危機を脱する形となった。
秀吉はその日のうちに撤退し、毛利方が本能寺の変報を入手したのはその翌日の5日であったことが、紀伊の雑賀衆からの情報であったことが輝元の従兄弟・吉川広家の覚書（案文）から確認できる。この時、元春などから秀吉を追撃すべきという声もあがったが、隆景が誓紙を交わした以上は講和を遵守すべきと主張したため、輝元も追撃を断念した。だが、兵力からいっても､毛利氏の追撃は無理であったのが実情である。
6月9日、信長の死を知った義昭は隆景に対し、帰京するために備前・播磨に出兵するように命じたが、輝元は講和を遵守して動かなかった。毛利氏は上方の情報収集は行ったが、領国の動揺を鎮めることで精一杯であり、進攻する余裕はなかった。
6月13日、秀吉が山崎の戦いで光秀を破ると、輝元は秀吉に戦勝を祝うため、安国寺恵瓊を使者として派遣した。だが、輝元は秀吉の戦勝を祝したものの、講和交渉では譲らず、美作と伊予では羽柴方との戦闘を継続した。
また、秀吉と柴田勝家が覇権を巡って火花を散らし始めると、輝元は双方から味方になるよう誘いを受けた。この間、義昭が勝家から自身の帰京の約束を取り付けると、毛利氏に勝家を支援させるように動き始めたが、輝元は両者の抗争を静観し続けた。
天正11年（1583年）3月、勝家が近江に出陣すると、輝元とともに秀吉を挟撃しようとし、義昭にすすめて輝元に出兵を督促させた。これを受け、4月に義昭は毛利氏に対して、柴田方に加勢し、秀吉を攻撃するように命じた。だが、輝元は「どちらが勝利するか判断できない」という元春や隆景らの意見を重視し、両者との通交を維持して情勢を見極める方針を打ち出した。
同月、秀吉が賤ヶ岳の戦いで勝家に勝利すると、秀吉は毛利氏に対して強硬な姿勢を取り、再侵攻をほのめかすようになった。秀吉が恵瓊に宛てた5月7日付の書状では、輝元に美作・備中・伯耆の三国を割譲することなどを条件に講和を迫り、もしこれを拒否した場合は毛利氏を滅ぼす、という旨が記されており、輝元は決断を迫られた。
輝元は恵瓊から説得を受けたものの、元春や隆景が領地の割譲に反対し、国境の画定交渉は難航した。加えて、割譲を求められた美作・備中・伯耆の三国では、毛利氏配下の国人たちが領有地域からの退去に抵抗し、その説得のためには安易な妥協はできなかった。美作では、毛利氏配下の草刈氏や中村氏が宇喜多勢の侵攻を撃退しており、輝元自身は秀吉との軍事衝突に突入しても互角に戦えると判断していた。だが、恵瓊は秀吉と戦闘に入った場合、9月16日付の書状では「十に七・八は負ける」と判断しており、輝元に軍事衝突を避けるように説得し続けた。
天正12年（1583年）1月、秀吉は毛利氏との講和交渉が進まない事に激怒し、明け渡し対象の毛利氏諸城の攻撃を示唆したばかりか、また講和の条件を美作・備中・伯耆の三国の割譲ではなく、当初の美作・備中・伯耆・出雲・備後の五国割譲に立ち戻ると脅した。前年10月に輝元は叔父の小早川元総と従兄弟の吉川経言を毛利氏の人質として提出していたが、これは秀吉からすれば毛利氏の一時しのぎとしてみなされていなかった。
このとき、秀吉は徳川家康や織田信雄との関係が悪化しており、輝元が軍を率いて上洛し、背後から毛利勢が襲ってくるのではないかという心配にも駆られていた。秀吉は毛利氏が参戦するのを恐れ、小牧・長久手の戦いの間もずっと、宇喜多秀家や因幡衆に警戒させていた。毛利氏もまた、この小牧・長久手の戦いに対してはどちらかといえば中立的立場であり、積極的な介入は行っていない。
同年（1584年）8月、輝元は秀吉に内通したとして、家臣の杉原景盛を誅伐した。
11月、秀吉と家康・信雄との講和が成立し、秀吉はさらに強大な勢力を持つようになった。輝元は秀吉が東海から引き上げて西国へと転向し、毛利氏領国へ侵攻することを恐れるようになった。また、同年秋には備前・美作での戦闘は終結し、毛利氏配下の国人たちは退去しつつあった。
12月26日、秀吉の養子・羽柴秀勝と、輝元の養女（内藤元種の娘）の婚礼の儀が、大坂城内において行われた。
天正13年（1585年）1月、輝元は秀吉との国境画定に応じ、毛利氏は安芸国、備後国、周防国、長門国、石見国、出雲国、隠岐国7ヶ国に加え、備中・伯耆両国のそれぞれ西部を領有することとなった（中国国分）。輝元は祖父以来の領地の多くを認められ、その所領の総石高は120万余石となり、徳川家康や織田信雄らと並ぶ大名となった。
こうして、輝元は秀吉と正式に講和し、天正4年から続いた毛利氏と織豊政権の戦いはようやく終結した（京芸和睦）。

### 豊臣政権への協力と臣従

#### 紀州攻め
天正13年3月、秀吉は根来衆などを討伐するため、紀州攻めを行った。このとき、輝元は秀吉に協力し、毛利水軍を紀州へと派遣している。

#### 四国攻め
天正13年5月、輝元は秀吉の長宗我部氏に対する四国攻めに協力し、その先陣として、小早川隆景らの軍勢を伊予に派遣した。毛利氏の兵力は3万から4万に及んだという。
輝元はかつて信長に対抗するため、長宗我部元親と同盟を結んでいたが、秀吉との講和により解消されていた。また、伊予には毛利氏と長らく友好関係にあった河野氏がおり、土佐一条氏の侵攻に対して援軍を出したこともあった。そのため、秀吉の四国遠征に協力することは、長宗我部氏のみならず河野氏との断交も意味していた。
だが、毛利家中には深刻な問題が発生していた。それは秀吉に割譲した領地を支配していた毛利氏配下の国人たちに対して、新たな給地をどうするかという問題であった。輝元はこの問題を解決するため、秀吉の四国攻めに協力したのであった。
四国攻めの結果、8月に元親は降伏し、長宗我部氏の領地は土佐一国となり、割譲された阿波・讃岐・伊予に関して国分が行われた。その結果、伊予から河野氏が除封され、輝元配下の隆景、 小早川秀包、安国寺恵瓊、来島通総、得居通幸らに宛がわれた。
また、この間に秀吉が朝廷から関白に任命され、豊臣政権が成立した。

#### 九州攻め
天正14年（1586年）8月、輝元は秀吉の島津氏に対する九州攻めにも参加した。
これは島津氏が大友氏の本領・豊後へと侵攻し、秀吉の出した惣無事令に違反したことにあった。だが、毛利氏は大友氏に対抗するため、島津氏とはこの九州攻めより以前から友好関係を保っており、軍事同盟が成立していた。また、義昭がその間を仲介し、本能寺の変後も義昭の使者として柳沢元政が下向しており、輝元自身も元政宛ての書状で「薩州こなた手合せの儀肝入」と記している。つまり、秀吉の九州攻めに参加するということは、皮肉にも宿敵であった大友氏を助け、良好な関係にあった島津氏と戦うということであった。
輝元は4月に秀吉から出陣要請を受けると、8月に自身は安芸より、月末には小早川隆景が伊予国より、吉川元春が出雲国よりそれぞれ九州に向けて進発した。そして、輝元は豊後へ到着し、豊臣軍の先陣を任され、毛利勢は島津勢と交戦した。だが、島津氏の兵は精強であり、先陣は敗戦を重ねた。
12月4日、義昭が一色昭秀を薩摩の島津義久のもとに送って、秀吉との講和を勧めている。これは毛利氏の意向を受けたものであり、毛利氏はもともと大友氏との関係から、島津氏と同盟していたこともあって、全面的な闘争を望んでおらず、それゆえ義昭を介す形で意向を伝えたと考えられる。
天正15年（1587年）3月、曲直瀬玄朔が秀吉の計らいで、罹病した輝元を診療して快癒させている。
5月、島津氏が降伏し、6月に秀吉は九州国分を行った。その中で、秀吉は毛利氏の領国の転換を行おうとし、備前・伯耆・備後・伊予を収公して、豊前・筑前・筑後・肥後を代わりに与えようとした。だが、輝元が祖父の治世の早い時期に進出した備後が含まれていたことから納得せず、秀吉は伊予以外の収公を断念し、隆景を伊予から筑前・筑後に移すことを提案した。
隆景は戦乱で荒廃した筑前・筑後を与えられても公役を果たすことはできないことや、自身が毛利氏から離れることが輝元を見捨てることに繋がると、この案にも反対した。結局、同年に筑前一国と筑後・肥前は隆景に宛てがわれ、隆景は毛利氏の経営から離れることとなった。
他方、九州攻めの最中、天正14年11月15日に吉川元春が病死し、輝元を支えてきた毛利両川の体制が崩れることとなった。嫡子の元長もまた、天正15年6月15日に病死したため、その弟の広家が吉川氏を継いだ。

#### 上洛と秀吉への臣従
天正16年（1588年）7月19日、輝元は小早川隆景や吉川広家など主な家臣を連れて大坂に到着し、浜の町の布屋に入った。このとき、義昭の使者・真木島昭光が訪れ、輝元に金屏風一隻、樽二十荷、肴十折、帷子二十が贈与された。
その後、同月22日に京都に到着した輝元は曲直瀬道三の屋敷に向い、饗応を受けている。この時に輝元から道三に祝儀として銀子100枚、妻の介石には銀子30枚が遣わされている。24日には秀吉と聚楽第で対面した。
そして、同月25日に輝元は内裏に参内し、後陽成天皇から天盃を頂戴され、従四位下・侍従に任官した。さらに28日には参議に転任した。これにより、輝元は清華家の家格を持つ大名として扱われ、朝臣として秀吉の創出した公儀の序列に入った。また、秀吉から豊臣姓と羽柴の名字を下賜され、羽柴安芸宰相と称されるとともに、完全に秀吉に臣従した。
8月27日、輝元は帰国のため、秀吉の聚楽第を訪問した。
9月10日、輝元は宇喜多秀家に招待され、大坂の屋敷を訪問した。この場には秀吉も臨席した。その後、同日に輝元は安国寺恵瓊や細川幽斎（藤孝）を供として、義昭のもとを訪れると、義昭から多年の忠功を感謝され、懐旧談にも及んだという。
9月12日、輝元は大坂を出航し、安芸へと帰還した。

### 広島城築城
天正17年（1589年）4月以降、輝元は当時の交通の要衝である太田川の三角州（当時の名称は五箇村）に、広島城の築城を開始した。
広島城は、輝元が上洛時に見聞した聚楽第や秀吉の居城・大坂城に感化されて築城されたものである。また、この城は豊臣政権の強い影響下で築城されたという見解もある。他方、この城は太田川の三角州を開拓することにより毛利氏領国の首都機能を集約する意図があったとされ、輝元の意向で築城されたものであって豊臣政権の影響下で築城されたものではないとする説もある。
天正18年（1590年）2月、秀吉が後北条氏に対する小田原征伐で関東へと赴くと、輝元はその留守を預かり、京都警固を務めた。
天正19年（1591年）3月、輝元は秀吉より知行目録を与えられ、112万石の所領を安堵された。
また、同月には広島城が概ね完成し、輝元は長年の毛利氏の居城であった吉田郡山城から広島城に移った。秀吉の聚楽第や大坂城を模したこの城は、毛利氏領国の首都機能を集約し、輝元の権威を象徴するものとなった。

### 文禄・慶長の役と五大老就任
文禄元年（1592年）2月、輝元は秀吉の朝鮮出兵に応じ、朝鮮へ渡海するために広島城を出発した。その後、4月に小西行長が先陣として朝鮮に入ると、諸将もそれに続き、輝元率いる3万の軍勢は六番隊として朝鮮に入り、5月に星州に布陣した。
6月、輝元は開寧に陣を進め、五番隊と連携して日本軍連絡線の守備に就いた。開城陥落後、諸将は漢城で軍議を開き、各方面軍による八道国割と呼ばれる制圧目標を決め、輝元は七番隊として慶尚道を制圧することとなった。毛利軍は同月の茂渓の戦いや8月の第一次星州城の戦い、9月の第二次星州城の戦いなど、慶尚道において朝鮮軍と激戦を繰り広げた。
文禄2年（1593年）3月、日本と朝鮮の援軍たる明との間で講和交渉が進められると、8月に輝元は朝鮮から帰国した。
文禄4年（1595年）7月、秀吉の甥で関白・豊臣秀次が高野山で切腹させられる、いわゆる秀次事件が発生した。この事件は、輝元と秀次がかつて交わしたという誓約が発端となっているとされてきた。しかしながら、小瀬甫庵の『太閤記』に記されているような輝元と秀次が誓紙を交わしたとする確証は存在しない、とする反論がある。
同年8月、輝元は秀次事件を克服しようと考える秀吉より、徳川家康らとともに五大老に任じられた。このとき、輝元と秀次との誓約が先の事件の発端となったため、御掟五ヶ条が発令され、諸大名間の縁組・誓約（同盟）が全面的に禁止された。
同年10月18日、長らく実子がいなかった輝元に嫡子・秀就が誕生した。だが、輝元は従兄弟である秀元（穂井田元清の子）をすでに養子としており、秀吉からも輝元の後継者として認められていたため、その処遇が問題となった。
慶長2年（1597年）2月、秀吉は明との和平交渉が決裂したことで再度の朝鮮出兵を命じ、西国諸将に動員令が発せられ、7月より戦闘が開始された。このとき、輝元は壱岐まで下向するも、病身のため、10月に秀吉の命により帰還した。そのため、養子の秀元が輝元の名代として、朝鮮に渡海した。この時の兵力は文禄の役と同じ3万であり、秀元もまた輝元と同様に各地で奮戦している。

### 隆景と秀吉の死・毛利家中の問題処理

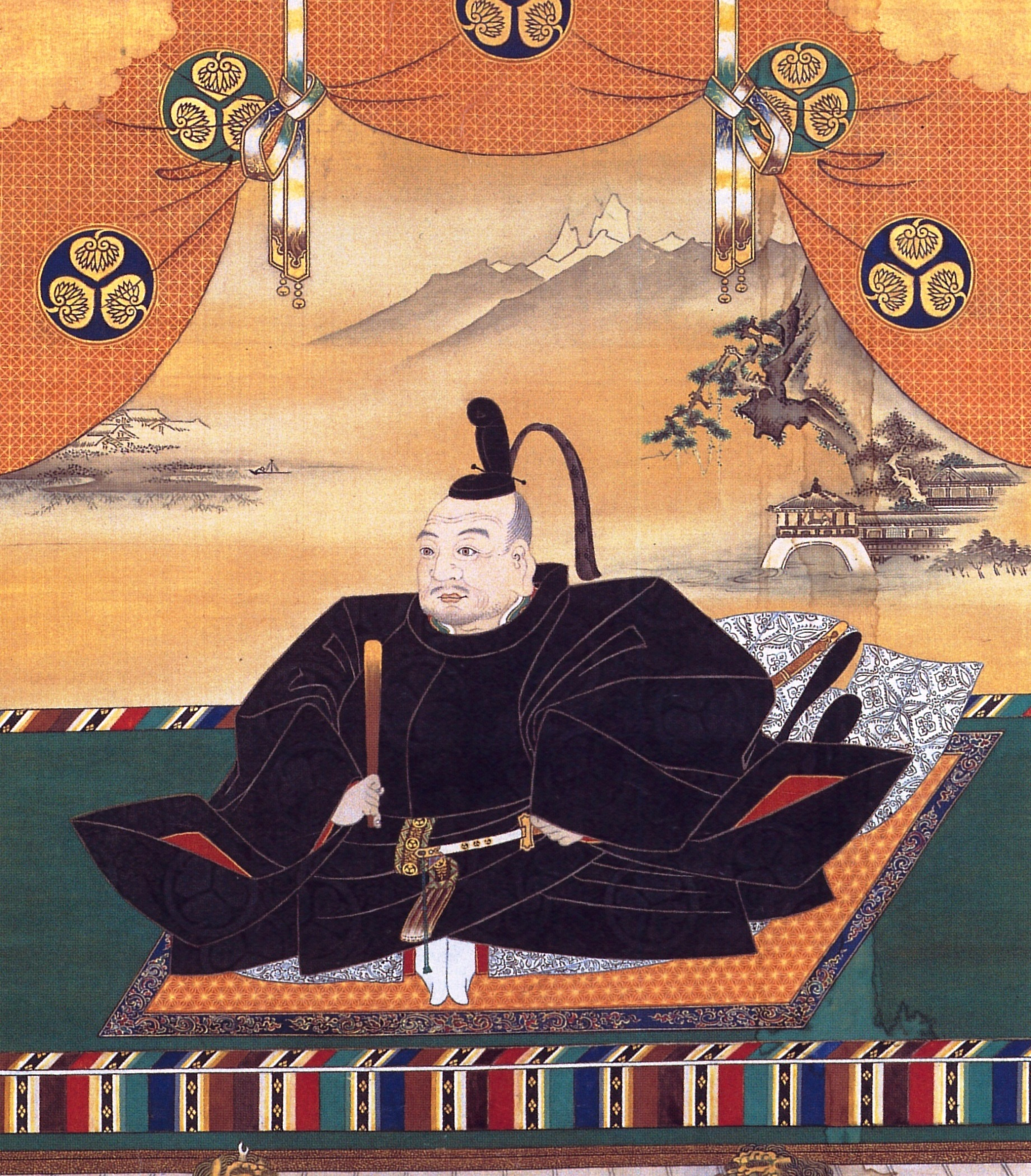
徳川家康

慶長2年6月12日、残された両川となっていた小早川隆景が死去した。小早川家臣は養子の小早川秀秋に仕えることをよしとせず、毛利本家に帰参した。しかし、これらの者の中には帰参したはいいが、毛利家中では外様視されてしまうことを嫌い、出奔する者も多く出た。隆景の重臣であった鵜飼元辰も出奔を企てたため、輝元は元辰を殺害した。
また、隆景の死後、三原など毛利本家に返還される所領の処理も問題となった。加えて、輝元は実子の秀就が生まれたため、秀就を後継者とする代償として、養子の秀元に領地を分け与えなければならなかった。
慶長3年（1598年）8月1日、秀吉はこの問題の処理のため、秀元の給地を出雲・石見（石見銀山を除く）の二国とし、隆景の遺領には吉川広家を移す意向を示した。だが、この裁定の直後、秀吉の病状が悪化したため、実行には移されなかった。またこの日、秀吉は輝元の嫡子・秀就と宇喜多秀家の娘の縁組を指示している。
8月9日、輝元は秀吉により、家康や前田利家、宇喜多秀家らとともに伏見城に招かれた。その際、秀吉は自分の死後の国内体制について指示し、東国は家康、西国は輝元、北国は利家、五畿内は五奉行と割り振った。また、秀吉は輝元の嫡子・秀就と秀家の娘の縁組を再度指示するとともに、輝元に秀家を後見するように託した。
8月18日、秀吉が大坂城で死去した。輝元ら五大老や五奉行は誓紙の交換を重ね、秀吉の遺児・豊臣秀頼への忠誠を誓った。だが、秀吉の死後、諸大名の間で政治的抗争が激化し、秀吉没後に決められていた集団指導体制は否定され、多数派工作が展開されていった。
8月28日、輝元は五奉行のうち石田三成ら四奉行に対し、「五大老の内、秀頼への謀反ではなくとも、五奉行の意見の同意しないものがあれば、自身は五奉行に味方して秀頼に奉公する」、とした旨の起請文を出した。輝元は、家康と五奉行が敵対すると考えていた。そのため、輝元は家康と五奉行と不和になった場合に際して、起請文通りに五奉行と連携するため、上方方面に兵を集結させていた。
9月3日、輝元・家康ら五大老と三成ら五奉行は起請文を交わし、「何事に関しても一切の誓紙を交わさない」と定めて多数派工作を禁じ、諸大名の対立はひとまず沈静化した。とはいえ、家康と五奉行の対立は依然として続き、五奉行は強大な軍事力を持つ家康に対抗するため、家康に次ぐ実力を持つ輝元を味方に引き入れようとした。そして、それは秀元の処遇・隆景の遺領問題を輝元有利に決着させるため、秀吉の裁定を見直す方向に繋がった。
その後、豊臣政権の取次であった三成は、秀元に吉川広家の所領である伯耆・出雲・隠岐を与えて、広家を宙に浮いていた小早川隆景の遺領に移す案を作成した。輝元は吉川氏の勢力を削減する意図をもっていたため、瀬戸内海の要所である三原を広家に与えることに難色を示して代替地を備中にする意向を示し、秀元も長門を与えられることを希望したが、所領を移される広家は元よりこの提案内容に反発し、三者三様の反対をした。にもかかわらず、慶長4年（1599年）1月に三成は広家の代替地の決定を先送りする形で、この案を押し切った。

### 石田三成の失脚・家康による毛利家中介入

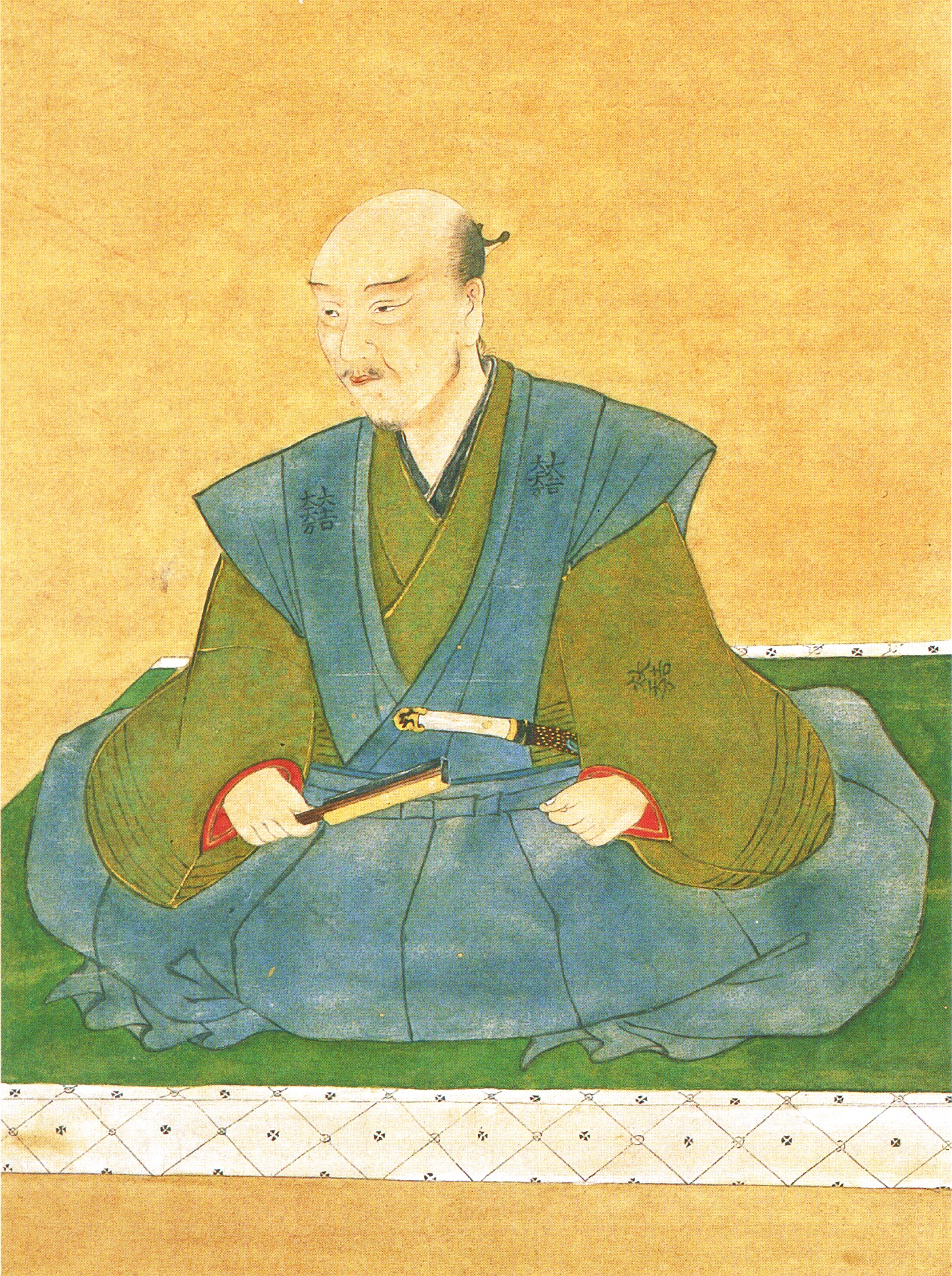
石田三成

慶長4年閏3月、五大老の前田利家が死亡すると、福島正則、加藤清正ら七将が三成を襲撃した。三成は襲撃を逃れ、伏見城内の自邸に逃げ込んだ後、輝元と連絡を取るようになった。その間、三成は輝元に対して、大坂の喉元を抑えるため、尼崎方面に陣を構えるように要請している。
結局、この事件は三成が佐和山城で隠居することで解決したが、この処分の決定には輝元と、同じく五大老の一人・上杉景勝による調整があった。無論、輝元と景勝の両名で決定できるわけではなく、五大老筆頭たる家康との調整も必要であった。
同月21日、輝元は家康と起請文を交わして、そのなかで家康を兄、輝元を弟とし、事実上屈服した。だが、三成が失脚すると同時に、家康は自身と敵対する大名の勢力削減を狙い、その矛先は輝元にも向けられた。
4月、家康は秀吉の遺命という大義名分を掲げ、三成が押し切った毛利氏所領に関する決定の見直しを行い、秀元に長門及び周防の一部を分配するよう輝元に迫った。だが、輝元は自己の権力強化を目指していたため、家康の強制とはいえ、それは受け入れ難いことであった。
6月、家康の介入により、秀元には長門、周防吉敷郡、安芸、周防、備後の旧穂井田元清領が与えられ、広家の所領をそのままに、隆景の遺領は輝元に返還されることになり、輝元・秀元・広家ともにこの案を受け入れた。秀元に与えられた領地は伯耆・出雲・隠岐の三国の石高には若干及ばなかったが、秀元は父の遺領を引き継げたため納得し、毛利家中における秀元の処遇問題は解決した。
しかし、毛利氏の内部には、家康が家中の問題に介入し、それを許したという遺恨が生まれた。輝元もまた、自らを頂点とする一元的な支配体系の構築を目指してきただけあって、家中の問題を自分の思い通りにできなかったことを屈辱に感じた。そして、輝元は家康の権力増大を食い止める必要性を感じ、それが翌年の決起に繋がっていった。

### 西軍総大将として・関ヶ原の戦い

#### 西軍決起と大坂城入城
慶長5年（1600年）5月、家康は上杉景勝が上洛を拒否したことを理由に、これを秀頼に対する謀反として、会津へ出兵した。家康が前年9月に大坂城に入城して以降、豊臣政権は家康が運営しており、輝元も景勝討伐に対して賛同せざるを得なかった。とはいえ、輝元は景勝と石田三成襲撃事件の解決を2人で調整したことにより、強く結びついていたと考えられている。
6月16日、家康は諸将を引き連れて会津へと出陣したが、輝元はその直前に広島へと向けて帰国した。輝元は広家と恵瓊を出陣させたが、恵瓊は近江に赴き、三成や大谷吉継と会談し、家康に対する決起を決めた。そして、恵瓊は大坂に戻り、輝元の意向と称して会津への出兵を差し止めた。
7月、三成が挙兵の意志を示した。この時、三成は吉継の進言に従い、自身は総大将に就かず、家康に次ぐ実力を持つ輝元を西軍の総大将として擁立しようと画策する。そして、輝元は7月12日付の書状で、五奉行のうち前田玄以、増田長盛、長束正家から上坂を求められた。
7月15日、輝元は三奉行からの書状を受け取るとすぐ広島を出発し、7月19日には大坂城西の丸に入城した。醍醐寺三宝院門跡・義演の記した日記『義演准后日記』7月19日条よると、その兵力は6万であったという。
それより2日前の17日、秀元は家康が居を置き政務を執っていた大坂城西の丸を占拠しており、城内から家康の留守居役を追い出していた。大坂の徳川方勢力の動きを封じ、秀頼を手中に収めることは西軍決起の計画の最重要行動の一つであったが、これは輝元の判断なしで秀元が行える行為ではなく、輝元は17日の時点で在坂していたか、あるいは事前に秀元に対して指示を出していたことになる。
また、この17日には、大坂方の諸将が「内府ちがひの条々」を全国の諸大名に発し、家康に対して宣戦布告した。輝元はこれに合わせ、宇喜多秀家と連署状を諸大名に発し、前田利長らを味方に誘った。この書状において、家康が誓詞に背いて恣の所業を行い、ほかの大老や奉行を次々倒そうとする中で、どう秀頼を守ることができようかと訴えた。
輝元は上坂すると、諸将より西軍の総大将に推挙され、盟主として全軍の指揮を執ることとなった。輝元は大坂城西の丸を拠点としたが、会津出兵以前に家康が居住していた西の丸に入城したことは、輝元が豊臣政権の事実上の第一人者の地位についたことを示していた。また、輝元は嫡子・秀就を豊臣秀頼のいる本丸に入れ、児玉元兼や国司元蔵らとともに侍らせた。これにより、輝元らの勢力は豊臣公儀の正当性を得た「公儀の正規軍」となった。
そして、輝元ら大坂の諸将は作戦を議して、輝元は大坂城で秀頼を擁護し、宇喜多秀家や石田三成らが近畿や伊勢、濃尾方面に軍を出陣させ、これらを平定することになった。また、家康が西上してきた際には、輝元が大坂より出陣し、西軍の全軍を指揮して迎撃すると定められた。だが、輝元は関ヶ原の戦いの終結まで、大坂城から出陣することはなかった。

#### 四国・九州での展開
輝元は関ヶ原の本戦に至るまで、四国から九州北部にかけての侵略を広範囲にわたり計画・実行し、軍勢を展開した。輝元は西国の統治者を自負しており、反徳川として決起するに際し、西国の大名らに自陣への参加を呼びかけ、従わない大名には懲罰権を発動する形で攻撃を企画したのであった。
九州に向けては、当時広島城に滞在していた大友吉統を、吉統の旧領である豊後国に派遣し、大友軍は東軍の黒田氏や細川氏の九州留守居軍と戦闘を行った。また、西軍方の毛利吉成（もとは森氏で、輝元の毛利氏とは別族）が伏見城の戦いでの損害により兵力を欠くこともあり、黒田方から防衛するためとして、輝元の旧領であった豊前国の吉成領を占領した。
四国では、蜂須賀至鎮が東軍に参陣したことから、その父・家政の身柄を押さえ、蜂須賀氏の領国・阿波に毛利氏の軍勢を差し向け、徳島城を占領させた。また、東軍方で領主不在であった伊予国の加藤嘉明領と藤堂高虎領では、故・小早川隆景の旧臣であった国人を促し、蜂起させる。加藤領には毛利軍が侵攻し、交戦した（三津浜夜襲）。藤堂領で蜂起した国人は、藤堂氏に鎮圧されている。

#### 関ヶ原本戦の敗北と大坂城退去
7月18日、西軍は丹波・但馬の軍を同調しなかった細川幽斎が守る丹後田辺城に向かわせ、19日には宇喜多・島津・小早川の軍を発し、家康方の上方における根拠地・伏見城を攻めさせた。さらに、23日に輝元は毛利氏の軍一万を伏見城攻撃に参加させ、8月1日にこれを落城させた。
8月5日、輝元は秀元と広家、恵瓊ら毛利軍を出陣させ、伊勢国安濃津城を攻撃したのち、9月10日に南宮山に着陣した。一方、同月1日に家康も江戸を出発して西上し、12日に岐阜に到着した。
輝元は大坂城にとどまっている間、家康の西上を阻止するために軍を南宮山に布陣させるとともに、離反者の情報を懸命に収集した。西軍の大名には離反のうわさが飛び交っており、輝元は恵瓊からその報告を受けていた。また、輝元は小早川秀秋が東軍に内通しているという報告も知らされていたが、最後まで対処できなかった。
一方、西軍が負けると判断していた吉川広家は黒田長政を通じて、毛利勢の本戦不参加を条件に、毛利氏の所領安堵などの交渉を行った。そして、9月14日に広家や家老の福原広俊が毛利氏の証としての人質を徳川方に差し出し、徳川方の本多忠勝や井伊直政は両人に対し、「家康が輝元を疎かにしないこと、領国をすべて安堵すること」を約束した起請文を提出している。このとき、広家は毛利氏の諸将と協議せず、密約を結んだといわれている。
9月15日、関ヶ原で西軍と東軍が激突したが、西軍は広家や秀秋らの裏切りによって敗北し、戦いは一日で終結した。南宮山に布陣していた毛利の大軍勢は広家ら吉川軍に抑えられ、福原広俊が秀元の出馬を諫めたりしたため、傍観するほかなく、東軍と一戦も交えずに大坂に向けて撤退した。
秀元ら毛利勢は南宮山から伊吹山に入ると、17日に伊吹山を発ち、東軍が攻撃中の佐和山城のふもとを通過して、18日に瀬田を通過し、大坂に帰還した。この間、毛利勢は退却中にも、東軍と一戦も交えなかった。関ヶ原で激戦を繰り広げた東軍には、無傷で退却する毛利勢を攻撃する余力はなかった。そして、毛利勢は輝元のいた大坂城西の丸には入らず、大坂の町中に駐屯した。
西軍の敗退後、秀元や立花宗茂、島津義弘らは大坂城で籠城して戦い、家康に一矢報いるべきだと主張した。輝元には豊臣秀頼を擁して、大坂城で籠城して戦うという選択肢が残されていた。また、大阪には無傷で帰還した毛利勢や、本戦に参加しなかった軍勢も多数存在した。無傷のまま温存された毛利勢は、合戦で疲弊した東軍にとって大きな脅威であった。家康としては、輝元が秀頼を奉じて大坂城に籠城し、抵抗を続けることを恐れており、輝元を城から退去させる必要に迫られた。
そのため、家康は輝元に対して、9月17日に両者の良好な関係を望むとの書状を送り、大坂城からの退去を促した。輝元もまた、9月19日に家康に返書を送り、所領安堵に関してどうなるかを聞いている。9月22日付の起請文では、輝元が所領安堵を条件に、大坂城西の丸からの退去する旨を記している。
そして、9月25日に輝元は所領安堵の起請文を受け取ると、秀元らの主戦論を押し切り、大坂城西の丸から退去し、木津の毛利屋敷に入った。その後、輝元は四国・九州の毛利勢も順次撤退させている。

### 防長減封と出家
9月27日、輝元と入れ替わる形で、家康が大坂城西の丸に入城した。また、9月30日には、輝元は福島正則と黒田長政より、家康から身上保証が約束されている承認している旨を告げられた。だが、家康の大坂城入城後、輝元の花押が押された書状が多数押収され、輝元が西軍と関わりないとの広家の弁解とは異なり、実際には総大将として西軍を指揮していたことが明らかとなった。
10月2日、家康は広家の説明が事実ではなかったことを理由として、輝元と交わした所領安堵の約束を反故にし、「毛利氏は改易し、領地は全て没収する」とした。そして、家康は輝元を改易した上で、改めて広家に周防・長門の2ヶ国を与えて、毛利氏の家督を継がせようとした。
しかし、広家は本家を見捨てることができず、10月3日に輝元が西軍の首謀者でないことを改めて弁解するとともに、周防・長門2ヶ国は輝元に与えるよう嘆願した。井伊直政もまた、家康に起請文を破ることへの不義を訴えたため、家康も輝元の処遇を考え直した。
10月10日、家康の命により、毛利氏の所領は山陽・山陰8ヶ国から周防・長門2ヶ国の29万8千石に減封され、輝元が保持していた祖父以来の領地も多くが失われた（防長減封）。結局、輝元が隠居することにより、秀就が周防・長門2ヶ国を安堵される形で決着し、毛利氏の改易は避けられた。
同月、輝元は剃髪し、法名を幻庵宗瑞（げんあん そうずい）と称した。そして、嫡男の秀就に家督を形式的に譲り、秀就が初代の長州藩主となった。しかし、実際にはこれ以後も法体のまま、輝元が実質的な当主として藩に君臨し続けており、秀就との二頭体制が敷かれた。

### 支配体制の転換
輝元は豊臣期末には自らを頂点とし、佐世元嘉や二宮就辰、榎本元吉、堅田元慶、張元至ら様々な出自を持つ5人の輝元出頭人が領国統治を主導するという、一元的支配を構築しつつあった。輝元は文禄の役以降、上方にいることが多く、国許の統治を元嘉ら輝元出頭人に担わせていた。
だが、江戸時代になると、輝元が本国に在国し、一方の秀就は江戸に在国ということが多くなるという二頭体制により、江戸幕府との折衝が豊臣期よりも重要性が増した。そのため、支配機構も変化を余儀なくされ、国許に在国して輝元を支える役職と、藩主・秀就に随従する役職の二元構造に移った。
慶長6年（1601年）8月27日、輝元は側近の一人・張元至を、秀就の乳母との密通を理由として切腹させた。だが、元至と密通したとされる乳母はその事実を強く否定しており、この密通事件は事実でなく、元至を排除するための名目であったとされる。輝元は関ヶ原の敗戦によって権威を低下させていたが、輝元に代わって当主になる人間はほかにおらず、そのために輝元出頭人を身代わりとすることを選び、また後継者である秀就に対する輝元出頭人の影響力を排除するため、元至を粛清せざるを得なかった。
事件の結果、秀就の周辺から輝元出頭人が排除され、秀就の母の兄弟や、次期当主の守役を務めていた五奉行系の家により、秀就の側近は独占された。輝元は来るべき秀就政権の安定化に向けて、旧勢力に軸足を移す形となった。
本国では、輝元出頭人の筆頭でもあった佐世元嘉が政務を司ったが、藩政の主導権は輝元のいる上方にあり、元嘉の担う役割は低下した。また、上方では、輝元出頭人の榎本元吉に加え、福原広俊、井原元以が政務にあたったが、江戸幕府との調整が重視される時代になると、関ヶ原の敗戦時に講和交渉を担当した福原広俊が筆頭格となり、上方においても輝元出頭人の権力が低下した。
慶長8年（1603年）10月以降、輝元が在国するようになると、国許での政務は佐世元嘉、榎本元吉、井原元以が担った。だが、幕府との交渉は福原広俊が担い、益田元祥も広俊に準じる存在となっていった。そして、慶長12年（1607年）頃、元嘉は財政再建の失敗を理由に更迭された。
こうして、輝元は豊臣期末に目指した専制体制を、自らの手で終わらせることにした。そして、輝元出頭人への権力集中を通じた輝元の専制体制から、毛利氏一門や譜代家臣、旧有力国人層らの上に、輝元と秀就が立つという支配体制に転換した。

### 財政の再建・家臣団の処遇
輝元は上方に留まりながらも、防長減封の直後に発生した先納貢租の返還問題、家臣団の処遇に関して対応した。
減封の決定した慶長5年10月の時点において、毛利氏領国での同年分の貢租は徴収済みであった。そのため、減封により毛利氏の領国を離れた安芸、備後、出雲、隠岐、伯耆、備中における先納貢租に関しては、合戦後に配置された各藩主やその代官から返還督促に悩まされた。特に、福島正則は輝元に対し、合戦後の毛利氏の処分軽減に尽力した恩義があるとして、返還を強く迫った。
正則の使者は輝元から色よい返事がもらえるまでは帰れないと留まったが、輝元は様々検討しても、解決策を見いだせなかった。そのため、芸備両国を離れて防長両国に移住した毛利側の領主から収納分を徴発することによって、慶長6年3月までに2万石を返還し、不足分は秋の収納をもって返還することとされた。輝元は、返還を待ってもらえなければ、正則の尽力によって存続できた毛利氏が破綻するとして懇願している。
また、関ヶ原の合戦前の毛利氏領の石高は119万石であったが、防長2ヶ国で30万石にされたことで、家臣の領地もそれに応じて削減しなければならなかった。防長2ヶ国において、毛利家中に留まることを選んだ家臣らの領地は5分の1に減知されたが、家の維持が困難になることもあったので、一律に5分の1にはされず、削減比率には軽重がつけられた。
例として、一門の毛利元康、安芸の有力国人・天野元嘉、阿曽沼氏らは5分の1になっているが、備後の有力国人・三吉氏は10分の1以下にされている。中規模家臣では、減知率が縮小しており、また加増された家もある。このような比率の差に関しては、輝元との親疎や、輝元からの期待感を反映したものと考えられる。
他方、減知された家臣の中には、不満を抱いて毛利氏から出奔する者もいた。だが、実際には、家の規模を維持するため、他大名への仕官を選択したものと考えられる。実際、出奔した家臣の中にはのちに帰参した者もおり、『萩藩閥閲録』といった由緒書などには「やむなく家中を離れた」と記されている。
出奔する家臣が大勢出る中で、輝元は上方に留まりながらも、混乱に対処しなければならなかった。輝元は出奔する家臣の続出により、自身や毛利氏が侮られることや、家康の機嫌を損ねることを恐れていた。そのため、輝元は国許を統括する佐世元嘉を通して、問題の対処にあたっている。
他方、輝元は有能な者は家中に留めておく必要があるが、そうでない者は財政再建の支障になると考え、ある程度の出奔者はむしろ好ましいと考えていたようである。実際、出奔した家臣らは備中の出身者が多く、輝元との関係が薄かったため、本拠を捨ててまで毛利家中に残る忠誠心はなかった。輝元としても、出奔者を引き留めるよりも、その知行を残留した譜代家臣らに与える方が有効と考えていた。
輝元はまた、連年にわたって課された幕府普請役の対応によって、家臣が疲弊していたことから、その不満を解消し、財政基盤を強化する必要にも迫られていた。また、減封後の家臣数は全体の石高縮小比率に比べて減少しておらず、領地に比して家臣団が過大であった。
慶長12年以降、検地惣奉行の三井元信によって、「三井検地」と呼ばれる検地が行われた。この検地は慶長16年（1611年）まで行われ、藩の地方支配や財政の規矩の大枠を構成するものとなった。
慶長15年（1610年）、領内検地により、幕閣とも協議し、公称高（表高）36万9,411石に高直しを行ない、この表高は支藩を立藩した時も変わることはなかった。
三井検地によって、毛利家中から離反者がほとんど見られなくなり、また藩が幕府の普請を表面上は問題なく務めたことから、家臣団統制、幕府への対策として成功したと考えられる。

### 萩城の建設
慶長8年8月、輝元は防長減封後、初めての帰国を許された。その際、家康が輝元の帰国許可を出すにあたって、領内の任意の場所に居城を築くことを指示され、居城をどこにするか早急に検討を迫られた。
同年10月4日、輝元は周防山口に帰国し、覚王寺を仮の居所と定めた。輝元は領内の諸城の構築強化に努め、国境の築城も進んだため、居城の選定に着手した。減封後は暫定的に山口の高嶺城を居城としていたが、高嶺城は海辺に面していない点が近世城郭としては欠点であったため、別の候補地も探し、11月には防府の桑山を候補に選定したが、桑山は砂山で石垣を積み上げることが困難であり、節所もないことから決定には至らなかった。その後、築城の有力候補として、阿武川の河口に位置し日本海にも面している長門国の萩に白羽の矢が立ったが、山陽道への往来が困難であり、位置が領内の北端に位置している点が欠点と考えられた。ここに至って、輝元は築城地の選定に幕府の意見を求めることとした。
慶長9年（1604年）1月、輝元は福原広俊を江戸に派遣し、広俊は既に江戸にいた国司元蔵と共にまず毛利氏の取次を務める本多正純のもとに赴き、防長両国の絵図を示し、候補である周防国山口の高嶺、防府の桑山、長門国萩の指月山のいずれを居城とすべきか意見を求めた。正純は国の地勢や方角について詳しく広俊に質問した上で比較し、暫定的居城の高嶺城では駄目なのかと問うと、広俊はその通りだと答えたため、桑山には節所がないこともあり、正純は所柄の良い指月山を勧めた。その上で、本多正信の意見も聞くように勧め、もし城地の選定について妨害する者がいたとしても我等父子がいるため安心するようにと述べた。その後、広俊と元蔵は本多正信、村越直吉に意見を聞き、最後に堅田元慶も連れて城昌茂に意見を聞いた結果、萩の指月山に居城を築くことに決まった。
そして、輝元は萩城の縄張りを再三固辞する吉川広家に強く依頼して、2月18日に縄張初を行い、築城がある程度進んだ11月10日に輝元は山口から萩城に移り住み居城とした。だが、萩城の普請は輝元の入場後も続けられ、翌年の慶長10年（1605年）には城の東門の取入、舟入の南喰違の石垣、北の浜辺の石垣等が完成する。幕府は築城の規模を極めて小さくするように指示していたが、最終的に萩城は広島城に匹敵するほどの大規模な城郭となった。
慶長10年7月2日、輝元は家中統制の必要もあり、熊谷元直と天野元信らを萩城の建築中の3月に発生した五郎太石事件に絡んで粛清した。この事件は熊谷元直・天野元信ら両名と益田元祥との萩城の建設における争いが発端であるが、これにより城の建設が遅れたたほか、2代将軍となった徳川秀忠を祝うための輝元の上洛まで遅れることとなった。輝元は4月に上洛したものの、築城作業の遅延が幕府の不興を買うことを恐れ、6月に萩城に戻ると、7月には両名を追討するに至った。

### 大坂の陣

#### 冬の陣
慶長19年（1614年）8月、方広寺の大仏殿鐘銘問題を契機として、江戸幕府と豊臣氏の緊張が高まった。豊臣側は豊臣恩顧の大名に参陣を呼びかけたが、輝元をはじめ呼びかけに応じた大名はいなかった。
慶長19年（1614年）10月11日、輝元は家康が大坂城攻撃のため駿府を出陣すると、本多正純が家康の出陣を輝元に報じ、毛利氏領内での舟留めと不審な往来船の船改めを要請した。輝元は直ちに了承して舟留めと船改めを実行し、10月24日には幕府奏者番の城昌茂に報告するとともに、万事幕府奉行衆の指図通りに行動すると述べた。しかし、九州から東上する船の内、どの船をどの程度の厳重さで舟留めすべきかが不明瞭であったため、輝元は駿府にいた宍戸元続と神村元種に対し、そのことを本多正純に入念に問い質し、可能であれば正純の墨付を入手するように命じた。
10月23日、家康が二条城に入ると、本多正純は10月24日に輝元へ奉書を送り、毛利氏の出陣を要請した。
11月3日、輝元は毛利秀元の留守を預かる毛利元鎮や椙杜元縁等に対し、秀元から出陣について申し下しがあれば留守衆の内の半分を東上させる一方で、椙杜元縁、西元由、三沢七郎兵衛など残る半分を留守居として長府に在番させ、もし万が一長府を維持できない変事があれば萩に引き上げること等を命じた。さらに11月5日には、秀元領内の廻船を一艘残らず周防国三田尻に回航させること、船子も有り次第に用立てること等を命じている。
11月9日、周防国岩国の吉川広家は輝元の側近である井原元以に上方の情勢を伝え、輝元の出陣を促した。翌11月10日に輝元は益田元祥と山田元宗に国許の差配を任せ、11月11日に萩を出陣し、周防国三田尻から海路で東上した。また、11月10日に徳川秀忠が伏見に到着すると、秀忠に従う酒井忠世、土井利勝、安藤重信は江戸にいる秀就と秀元に出陣を要請し、毛利氏は国許と江戸の両面から大坂城攻撃に加わることとなった。
11月14日夜、輝元は備前国児島郡下津井に、11月17日未明には摂津国兵庫に到着し、直ちに兵庫到着を本多正信・正純父子や、家康の軍に従軍する平川孫兵衛に報じた。また、萩の益田元祥と山田元宗には、自身の兵庫到着や家康の住吉着陣、秀就と秀元も近日に大坂に到着することを報じ、不足する兵粮と軍用金を急ぎ送るよう求めている。さらに、輝元は従軍する家臣等に黒印の掟を布告し、陣中の法度を厳とした。
しかし、輝元は長い航海の疲労からか病にかかってしまったため、井原元以を家康の陣中に遣わし、病により軍務がままならないことを謝した。家康は近日中に西上する秀就に大坂城攻撃を委ね、輝元は国許の仕置きなどをするように答え、秀就の到着を急がせることを促した。
11月21日、輝元は次男・就隆を名代として宍戸元続と共に家康に面会させ、同日夕刻には秀就へ西上を督促する書状を送った。また、11月22日には留守居の繁沢元氏、益田元祥、山田元宗に対し、秀就が到着次第帰国すると報じた。
この頃、家康は大坂城の堀の水位を減少させて攻撃しやすくするために、摂津国西成郡江口に堰を築いて淀川を塞き止め、淀川の支流の伝法川に舟橋を架けるよう、輝元に対して要請した。
11月22日、要請を受けた輝元は留守居の繁沢元氏、益田元祥、山田元宗に使者を送って、普請に必要な兵糧と銀子を昼夜兼行で急送するように命じ、11月23日には後から東上した吉川広家と繁沢元景を江口に派遣し、工事を監督させた。さらに11月24日には、輝元自ら普請を督するために摂津国西宮へ陣を進めた。
11月29日、本多正純は宍戸元続を通じて、家康の意向により河内国茨田郡守口へ陣を進めるように要請したが、輝元はそのまま西宮へ滞陣を続けた。また、京都所司代の板倉勝重が江口普請場へ乱暴狼藉の禁令出すと、12月3日に輝元も現場の吉川広家、繁沢元景、毛利元倶に対し、西宮で他所の者と紛争し狼藉に及んだ者を捕らえた事例を伝え、よくよく乱暴狼藉を制止するよう命じた。
12月6日、秀就と秀元が大坂に到着し、茶臼山の家康や西宮の輝元と面会した後に大坂に着陣した。秀就が到着したため、12月8日に家康は柳生宗矩を使者として輝元に衣服等を贈って滞陣の労を謝し、帰国して療養することを勧めた。
12月10日、輝元は茶臼山の家康を訪ねて帰国の挨拶をした後に宍戸元続を伴って帰途につき、12月18日には周防国三田尻に到着した。輝元は秀元の命により東上する椙杜元縁に対して三田尻での面談を要請したが、元縁が病で面会に応じられなかったため、12月21日に輝元は秀元が吉川広家や福原広俊と衝突することを戒める訓諭を書状にしたためて元縁に与えた。
一方、大坂に残る毛利軍はその後もさほど戦闘を行わないまま、12月20日には徳川方と豊臣方の講和が結ばれ、大坂冬の陣は終結した。

#### 夏の陣
慶長20年（1615年）4月17日、輝元は本多正純から届いた奉書によって、徳川方と豊臣方が手切れとなった際には摂津国の兵庫、西宮、尼崎付近へ出陣する準備を命じられると、直ちに秀元を毛利軍の先鋒とし、宍戸元続、毛利元倶、毛利元宣、毛利元鎮らを従軍させると決定した。
4月18日、家康が二条城に入り、4月21日には秀忠が伏見城に入ったことで、本多正純は毛利氏への出陣を要請した。これにより、4月28日に先鋒としてまず秀元が出陣し、5月4日に秀就は吉川広正や宍戸元続をはじめとする毛利氏の主力を率いて周防国三田尻を出航したが、秀就は大坂城陥落には間に合わなかった。しかし、家康はそもそも毛利氏へ出陣命令を出すことが遅れたことが原因であるとして、これを不問としている。
大坂夏の陣においては、内藤元盛（佐野道可）、烏田通知、幸田匡種、笠井重政など、豊臣方に加わった毛利氏旧臣がいたが、輝元の母方の従兄弟で重臣の内藤元盛が「佐野道可」と名乗って大坂城に入城したのは、輝元や秀就、秀元、宍戸元続らの謀であるとする説がある。
大坂夏の陣後、5月に元盛が京都郊外で捕縛されると、取調べの担当である大目付の柳生宗矩から輝元の命によって元盛が大坂城に入城した疑惑を問い詰められたが、元盛は独断で入城したと主張し、21日に自刃したことにより毛利氏への嫌疑は不問となった。その後、元盛の息子である内藤元珍と粟屋元豊が家康に謁見し、元盛とは無関係であるとの釈明を認められて帰国したが、輝元は帰国した二人を自害させた上、元珍の息子・元宣を幽閉した。つまり、輝元はこの佐野道可事件を、逆に家中統制に利用している。

### 家中融和と吉見広長の追討
大坂の陣の後、輝元は大坂の陣の軍役や江戸城などの手伝普請、江戸藩邸の建設でかさむ借財や、関ヶ原以後に生じた家中の分裂を解消すべく腐心した。
元和2年（1616年）7月19日、輝元は家中融和の策として、一人娘の竹姫を吉川広正と婚姻させた。
また、元和3年（1617年）11月には繁沢元景の媒酌により次男・就隆と秀元の長女・松菊子を婚約させ、元和7年（1622年）7月28日に正式に婚姻させた。
元和4年（1618年）8月25日、輝元は清水元親らに命じて、かねてから対立していた吉見広長を追討・殺害した。広長の死より、源範頼以来続いた源氏の名門・吉見氏が事実上滅亡した。
広長は毛利家中での処遇に不満を持ち、関ヶ原の戦い後に独立大名化や他大名への仕官を図って、慶長9年（1604年）から元和3年（1617年）までの13年間に渡って毛利氏を出奔していたが、大坂の陣の後に許されて帰参していた。広長は、益田元祥が幕府より独立大名として処遇するという勧誘を受けていたことから、逆に自ら幕府に接近しようとしたと考えられている。
他方、輝元は広長の出奔を理由として、慶長10年に吉見氏に対して厳しい処分を下し、広長の父・吉見広頼は同心していなかったとして隠居料を安堵したが、家臣らに対しては広長補佐の役割を果たさなかったとして追放処分を科し、あわせて防長二国への入国禁止、違反した場合は成敗するとまで言い渡していた。また、吉見氏を毛利氏に吸収するため、慶長17年（1612年）に吉川広家の次男である彦二郎（後の毛利就頼）に広頼の娘を娶らせて吉見氏を相続させるなど、両者の対立が深刻化していた。
輝元は広長との不和に対して、幕府から家中騒動の嫌疑を掛けられ、ひいては毛利氏の改易に繋がることを恐れていた。そのことが、輝元に広長の追討に踏み切らせることに繋がった。輝元は一度裏切った者は絶対に許さないという冷酷さを以て、家中統制を行った。

### 最後の上洛

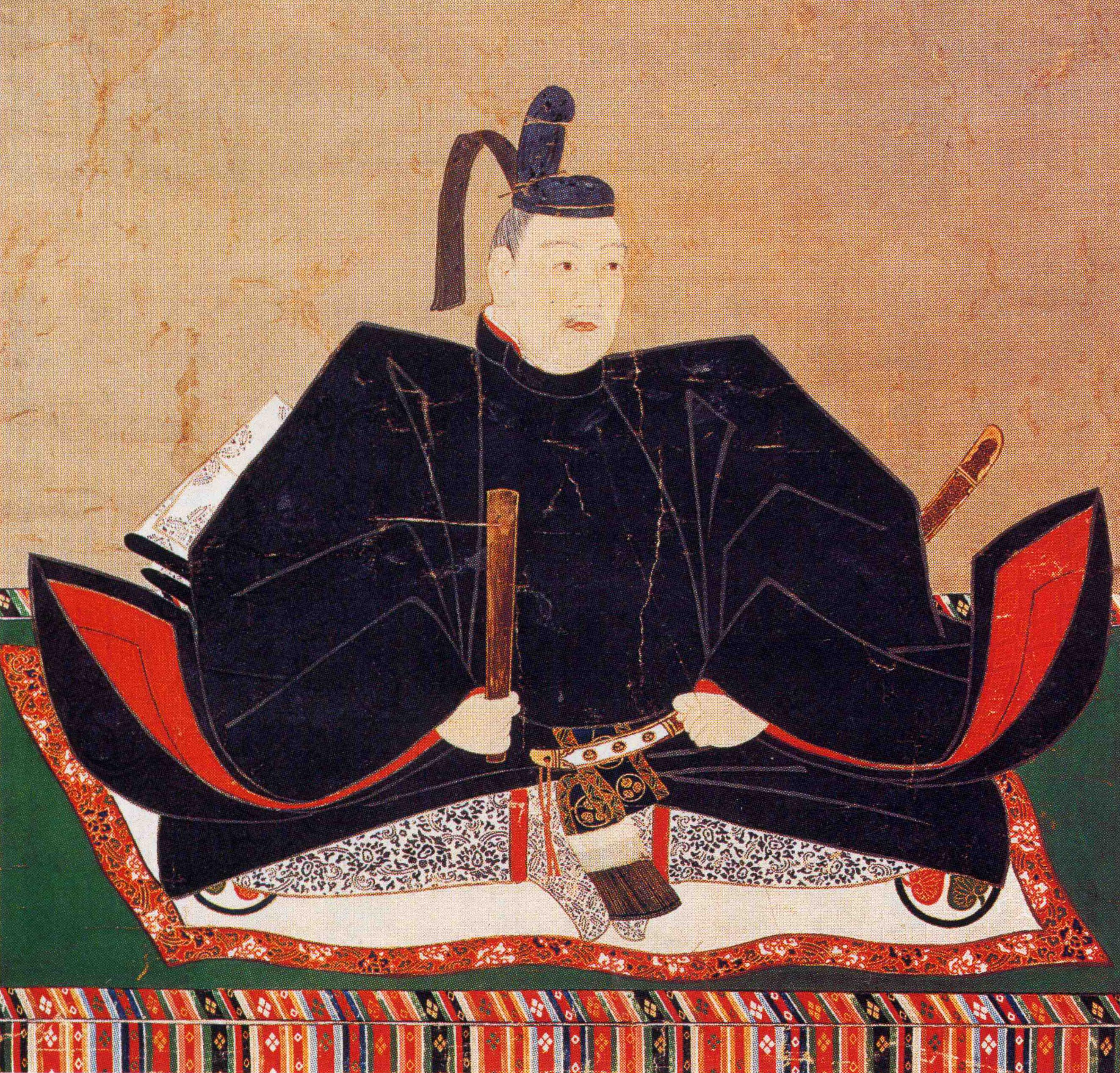
徳川秀忠

元和5年（1619年）8月、輝元は健康の悪化も顧みず、5月に上洛していた将軍・秀忠に面会して大坂の陣以来の毛利氏に対する好意を謝すため、合わせて今後のことも宜しく依頼するため、あえて上洛に踏み切った。
輝元は病をおして萩城を発ち、8月13日に大坂、8月16日に京に入り、妙伝寺を宿所とした。輝元が入京すると、幕府の年寄衆は直ちに使者を送って輝元の無事の上洛を祝し、8月19日には高力忠房が秀忠の使者として輝元の宿所を訪ね、老躯を推して上洛し祝着である旨を伝え、土井利勝も秀忠との謁見は長旅の疲労を癒してからで良いと内々に伝達した。
8月25日、輝元は土井利勝の宿所を訪ねて饗応を受けてから、秀忠の宿所である二条城に登城した。登城の際には、秀忠の勧めにより玄関まで輿で乗り付け、神尾守世、柳生宗矩、曲直瀬玄朔らに手を引かれて参入し、秀忠の前では本多正純に手を引かれ、土井利勝の取り持ちで秀忠に謁見した。秀忠は輝元と会ってゆるゆると懐旧談をするつもりであったが、輝元の病状が思いのほか良くないことから懐旧談をするのは取り止め、懇ろに遠路上洛した輝元を労うと共に養生するよう輝元に伝えた。なお、輝元登城の際に秀忠がこのような特別な計らいをしたのは、京に滞在中の輝元がしばしば曲直瀬玄朔の薬を服用し、他人との面会を謝絶して秀就や秀元に代理をさせていたためである。
8月28日、土井利勝が上使として来訪すると、輝元は秀忠の計らいや土井利勝の懇意への感謝を述べ、秀就、秀元、就隆、吉川広正の今後を頼むと共に、遠国のことであるのでもし毛利家について不審に思う点があれば内証に尋ねて欲しいと依頼した。
こうして、輝元は上洛の目的を果たし、9月1日に京を発って帰国したが、この時の上洛が輝元の生涯で最後の上洛となった。
また、秀忠への謁見は隠居するにあたり、将軍家への挨拶を済ませる意味合いも持っていた。

### 家督譲渡

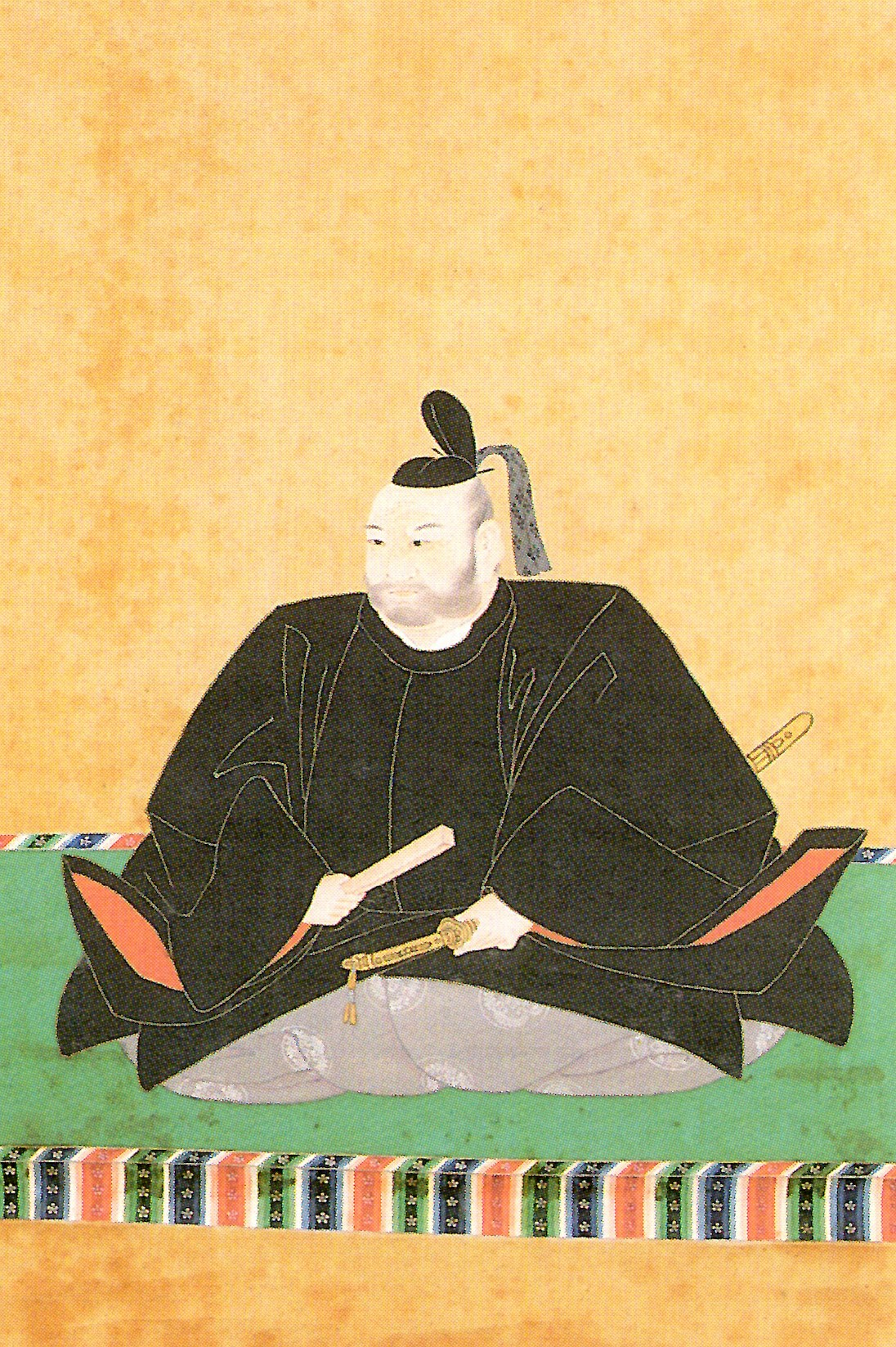
毛利秀就

元和7年（1621年）11月3日、輝元は秀就に対し、松平忠輝の改易や福島正則の減転封等の事例から幕府による改易に備えて、20箇条に及ぶ長文の訓戒状を送った。主な内容としては、秀就の行状を戒めて孝行を勧め、毛利家中の者や他家の者、特に将軍や幕府に対する態度こそが肝要と心得て毛利家の存続を図るように求めるものであり、秀就も訓戒状の趣旨を承服し、即日に自筆の返書を出している。
元和9年（1623年）9月10日、江戸から帰国した秀就が萩城に入城すると、輝元は家督譲渡の儀式を行い、正式に秀就へと家督を譲渡した。このとき、輝元は病気療養中であり、同年の秀忠・家光の上洛に際しては、吉川広正をその名代として派遣した。
この元和9年の家督継承儀式により、対内的にも輝元から秀就への家督継承が完了した。だが、輝元はその後も毛利氏当主としての権限を一定は行使しており、その死まで輝元と秀就の二頭体制は続いた。

### 最期
寛永元年（1624年）9月1日以降、輝元は腹中が詰まる病気にかかった。前年に将軍職を譲って大御所となった秀忠と、将軍・家光の父子は、輝元の病状を憂いて、10月2日に江戸在府中の秀元に帰国を許可し、輝元の見舞いと領国の政治の補佐を命じた。
秀就も輝元の病状を心配して、10月4日に国許の繁沢元景、益田元祥、清水景治に対し、「秀就と就隆は江戸を離れられないため、ただ気遣いをするのみであるが、輝元の養生について相談した秀元が帰国を許可されたため、ひとまずは安堵している」と述べている。
この時の輝元の病も元和5年に京から帰国した際と同様に、榎本元吉が進上した霊薬によって、10月上旬には回復し、食事も元通りとなったが、輝元の体調はこれ以降めっきり衰えることとなった。
寛永2年（1625年）2月、輝元の体調の衰えを心配した秀就は、輝元の見舞いのため、児玉元恒を萩に派遣した。
3月10日、児玉元恒が萩へ到着し、輝元を見舞うと、輝元は大いに喜んだ。輝元の見舞いを終えた元恒は、再び江戸へと戻った。
しかしその後、輝元は腰に腫物ができるなど病状が悪化し、4月27日酉の刻（午後6時頃）に隠居所である萩の四本松邸で死去した。享年73（満72歳没）。

### 没後
寛永2年（1625年）4月29日、輝元死去の2日後、輝元の病状悪化の報が江戸の秀就のもとに届き、秀就は再び児玉元恒を萩に派遣し、輝元の隠居所に詰めて時々刻々の輝元の様子を伺うよう命じた。
さらに、秀就は秀忠と家光に対して、自らも帰国して秀元と共に輝元の看病に当たりたいと嘆願し、5月2日に帰国の許可と見舞いの品々を与えられて直ちに帰国の途についたが、帰国した秀就は既に輝元が死去していたことを知り深く悲しんだ。
5月8日、江戸に輝元の訃報が届いたが、秀就は既に帰国の途についていたため、就隆が直ちに繁沢元景、益田元祥、榎本元吉らに返書を書き、訃報を受けとり落胆した旨を伝えている。
5月13日、輝元の葬儀が萩の平安寺において執り行われ、輝元の法名を「天樹院殿前黄門雲巌宗瑞大居士」と称した。遺骨は輝元の隠居所に丁重に埋葬し、一寺を建立して「天樹院」と称した。
5月19日、輝元の訃報を知った秀忠と家光は、榊原職直と多賀常長を上使として萩に派遣した。秀忠は香典として銀子300枚、家光も銀子500枚を贈り、弔意を述べた。なかでも、秀忠は輝元とは年来の誼があり、残念であると述べている。これに対して、秀就は繁沢元景を使者として江戸に派遣し、老中の酒井忠勝と稲葉正勝等に贈り物をして丁重に謝辞を述べた。
6月2日、かつて毛利家を出奔して、輝元に帰参を許された長井元房が殉死した。元房の墓は輝元夫妻と同じ場所に建てられた。
大正14年（1925年）3月16日、輝元は従二位を追贈された。

## 経歴
- 永禄8年（1565年）
  - 2月16日： 元服に際し、室町幕府の将軍・足利義輝の諱一字を賜り、輝元と名乗る[16][267]。また、屋形号を許される。
- 元亀元年（1570年）
  - 3月23日： 右衛門督に任官、従五位下に叙位[1]。
- 元亀4年（1573年）
  - 2月9日： 右馬頭に遷任[1]。
- 天正4年（1576年）
  - 11月24日：足利将軍家の桐紋の使用を許可される[268]。
- 天正16年（1588年）
  - 7月25日： 豊臣輝元として従四位下に昇叙し、侍従に任官[1]。28日、参議に転任[1]。清華家の家格に列す[1][158]。安芸宰相、あるいは羽柴安芸宰相と称せられる[159]。
- 文禄4年（1595年）
  - 1月6日： 従三位に昇叙し[1]、権中納言に転任[1]。安芸中納言、または羽柴安芸中納言と称される。
  - この年、豊氏五大老の一員となる[1]。
- 慶長3年（1598年）
  - 4月18日： 権中納言を辞任。
- 慶長5年（1600年）
  - 10月： 出家し、幻庵宗瑞と称す[1]。
- 元和9年（1623年）
  - 9月10日： 正式に秀就へ家督譲渡[257][258]。
- 大正14年（1925年）
  - 3月16日： 贈従二位[3]。

## 人物・評価
- 輝元について、慶長の役で日本軍の捕虜となった朝鮮の官人・姜沆は『看羊録』の中で、「つつしみ深く、ゆったりと大らかで、わが国（朝鮮）人の性質によく似ている」と記しており、「朝鮮出兵の時、輝元だけは朝鮮人の鼻削ぎなどの残虐行為を見て、哀れだと思う心を持っていた」と、敵ながらその人格を称えている[269]。光成準治は、戦場の最前線で戦ってきた残忍な武将とは異なる慈悲深さこそが、輝元という人物の本性であると語っている[269]。
- 姜沆はまた『看羊録』において、「日本人は皆、『家康は関東から京に至るまで米俵を以って道を作ることができ、輝元は山陽・山陰から京に至るまでの道に銀銭を以って橋を作れる』、と言っている」とも記し、輝元を徳川家康に比肩する存在としている。さらに、姜沆は輝元統治下の広島の繁栄ぶりを見て、「物力に優れ、富んでいるのは、倭京（京都）に例えられる」と記している[270]。
- 豊臣秀吉は死の間際、輝元や徳川家康を伏見城に呼び寄せた際、宇喜多秀家を後見するように命じた（慶長3年（1598年）8月9日）[271]。その際、秀吉は輝元を「本式者」（正直者の好人物）と評している[167]。
- 輝元は毛利氏の当主としては初めて、室町幕府の将軍から偏諱を賜った。毛利氏の当主はこれまで、父の隆元は大内義隆、大伯父（元就の兄）・興元は大内義興、曾祖父の弘元は大内政弘、高祖父の豊元は山名是豊といったように、守護大名から偏諱を受けてその配下たる国人領主として元服してきた[16]。だが、輝元は国人領主としてではなく、いわば独立した「国家」の支配者として元服した[16]。
- 幼少期の輝元はある程度は自由に育てられていたと考えられている[272]。輝元は小鼓を非常に愛好し、幼少時には木原元定にともにその稽古に励んでいた[272]。また、幼少期の輝元が福原就理に対して、「鳥もちでもずをとってきてほしい」と頼んでいる書状の写しがあり、11歳程度の少年に似つかわしい無邪気な興味が見て取れる内容である[272]。
- 祖父の元就は輝元を溺愛し、早くして父をなくした輝元にとっては、父に代わる存在でもあった。輝元の元服に際して、元就は室町幕府に将軍の一字を拝領できるように働きかけ、元服を「こうづるいよいよ成人侯わんと、何よりめでたく、月星とこれのみ思い待ち入り侯」と祝い、その喜びの心情を輝元の実母・尾崎局や側室の中の丸に綴っている[273]。また、元就は毛利氏の家系が酒に身心を害されやすい体質であることを危惧し、輝元が元服を済ますと、酒を小椀の冷汁椀に一杯か二杯ほど以上は飲ませないよう尾崎局に忠告している[274]。
- 輝元もまた経験豊富な元就に全幅の信頼を置いており、元就が輝元の初陣後の永禄10年に隠居を考えたとき、輝元は「父・隆元は、40の歳まで祖父上に後見していただいたではないですか。（略）なのに、まだ15の私を、なぜ見捨てておしまいになるのですか」と説得して断念させ、元就は死ぬまでその後見にあった[27]。
- 叔父の小早川隆景は輝元に対して極めて厳格に接し、時には輝元を折檻したこともあった。だが、それも隆景が毛利氏の将来を思う一念から出たもので、輝元を決して軽視したのではなく、常に輝元へは宗家の主人として仕え、尊敬していた[275]。
- 月山富田城の戦いにおいて、輝元は4月17日に行われた総攻撃の際、初陣であるにもかかわらず自ら先陣を買って出た[267]。だが、先陣を両叔父に反対されたばかりか、元就からも訓戒を受けたため、輝元はようやく断念したほどであった[267]。桑田忠親は、「輝元が武門の家を継ぎ、好敵手たる尼子氏の本城を包囲したことで大いに血が騒いだのだろう」、と評している[267]。
- 布部山の戦いが始まった際、輝元が床几（しょうぎ）に腰かけていると、後ろの山より30人力でも動かせないような大岩が大きな音を立てて転がり落ちてきた。だが、輝元はこのような事態に少しも慌てず、「今、大岩が我が後ろより放られたということは、天が我に力を合わせて敵陣を打ち破れということを示したものだ。さもなくば、天が合戦を早めよと告げたもの。進めや皆の者」、と言って将兵を勇気づけた[276]。
- 輝元は足利義昭や側近の幕臣が信長打倒のため、最も期待した人物であった[50]。義昭が京を追放されたのち、天正元年（1573年）8月1日付で送った義昭御内書では、「毛利氏を一番頼りにしています」と記されている[50]。また、側近の一色藤長の書状にも、「あなた（輝元）が出陣すれば、その報を受けて五畿内は平定され、すぐに私の本意を遂げることは明らかです。足利将軍家の再興はひとえにあなたの出陣次第です」と記されている[50]。
- 輝元は大内義隆の養女・尾崎局を母としていた、つまり義隆が義理の祖父であることから、自らを大内氏の後継者であると自認していた可能性がある[277]。輝元が義昭を擁立した背景には、かつて毛利氏の主家であった大内氏が足利義稙を擁して上洛し、復位させたことにより、海外貿易の利権を握ることに成功していたこともあって、その先例に倣おうとしたとする見方がある[278]。また、義隆の菩提寺として再興された山口の龍福寺は、弘治3年（1557年）に隆元が再興したとされてきたが、実際には元亀2年（1572年）に輝元が再興したとされる[277]。
- 輝元ら毛利氏が信長との戦いを決断したことは、歴史が一変するほどの出来事であった、と山田康弘は評している[279]。その結果、信長は西国の最大勢力である毛利氏と全面戦争に突入し、その覇業を遂げることができなくなってしまった[279]。また、輝元の決起は義昭の鞆下向が大きな契機であり、そうした意味では「義昭が歴史を動かした」、とも山田は評している[279]。
- 輝元は有岡城主・荒木村重の信長への反旗に一役買っている[87]。輝元は但馬国内に在陣していた古志重信（出雲国神門郡古志郷の国人領主）を通して、村重の調略を進めた[注釈 16]。光成準治は、元就譲りの輝元の調略が見事に功を奏した、と述べている[87]。
- 輝元は織田政権との戦いで、元就期を上回る領土を獲得したが、元就が構築した領国の支配体制を変えることまではできなかった[98]。輝元は国人領主連合の盟主という立場から脱却できず、常に領国の国人の動向を気にせねばらなかった[98]。とくに、信長との戦いのさなか、杉氏や市川氏といった国人が謀反を起こしたことは大きく、輝元は結果的に上洛の断念を余儀なくされた[98]。
- 輝元が上洛を断念したことは、結果的に宇喜多氏や南条氏の離反に繋がり、その後の織田政権との争いで毛利氏の不利につながる結果となった[280]。光成準治は、輝元が上洛のために進軍したとして、武田勝頼の長篠の戦いのように大敗北を喫して滅んだか、あるいは織田政権を崩壊に導くことができたか結果はわからない、と述べている[281]。
- 天正4年（1576年）以降、輝元ら毛利氏は足利義昭を擁し、織田信長との戦いを長期にわたり繰り広げたが、それを可能にしたのは強力な海軍力と、石見銀山（大森銀山）からの富によるものであった[282]。天正9年（1581年）7月5日付の石見銀山納所高注文（『毛利家文書』）によると、石見銀山の納所高は一年分合わせて3万3072貫、銀子に換算すると3652枚であった。毛利氏が織田信長と天下を競うほどの勢力を誇った要因に、この石見銀山に支えられた経済力があったのである[283]。
- 輝元は室町幕府が名実ともに滅んだのちも、その忠義の心を忘れなかった。天正17年（1589年）5月18日、輝元は非命に斃れた足利義輝の二十五回忌に際して、鹿苑院塔主・西笑承兌にその仏事を依頼した[112]。これは「鹿苑院塔主が導師を勤めれば、昌山（義昭のこと）も喜ばれるだろう」と考えた輝元の配慮であり、奥野高広は「いかにも温厚な輝元の人間味がしのばれる」と評している[112]。
- 一方の義昭もまた、輝元の天正4年からの忠義を幕府滅亡後も忘れることはなかった[284]。天正16年閏5月には輝元と隆景に対し、「忠節を忘れることはない」と記した感謝の御内書を発給している[284]。
- 本能寺の変において、輝元が信長の死によって危機を脱したことから、その黒幕とする説がある[285]。だが、米原正義は、輝元や穂井田元清、吉川広家が信長父子の急死を「不慮」、つまりおもいがけないことであると述べていることから、輝元の黒幕説は成立しないと述べている[286]。
- とはいえ、小和田哲男は、明智光秀が反信長勢力の上杉景勝にクーデターを伝達していたように、輝元にも直前の段階でクーデターを伝達しようとしたと考察している[287]。だが、その毛利氏を攻めていたのは秀吉であり、光秀の文書が輝元のもとに届くことはなかったと推測している[287]。
- 輝元は朝鮮から帰国した文禄2年8月以降、榎本元吉、佐世元嘉、二宮就辰、堅田元慶、張元至の5人、いわゆる輝元出頭人に毛利氏の中央行政を担わせた[210]。この5人は様々な出自や経歴を持つ人物たちで、出自や家格にとらわれず能力評価に基づいて人材登用を図る輝元の姿勢が窺える。
- 輝元は中世的な慣行を打破し、自らを頂点とする一元的な体制、絶対主義的な領国構造を、改革を通して実現しようとしていた[288]。これは祖父の元就にも成し得なかった構造転換でもあった[288]。光成準治は、輝元出頭人の登用も含め、改革を指揮した輝元の手腕を、領国経営者として大きく評価している[288]。
- 輝元は西国の統括者たる自負心を持っていた[289]。文禄4年（1595年）7月、関白・豊臣秀次が失脚した際の起請文前書案では、「坂西の儀は輝元ならびに隆景に申し付くべく候」と記されており、秀吉が豊臣秀頼を補佐する体制として、東国を徳川家康、西国を輝元と隆景が統治する構想が記されている[289]。秀吉は死の直前にも、「西国の儀任せ置かるの由候」「東西は家（康）・輝（元）両人、北国は前田（利家）」としており、西国を輝元の統治下にする政治体制を指示している[290]。
- 輝元は関ヶ原の戦いにおいて、従来いわれてきたような単に他律的あるいは形式的な西軍の盟主ではなく、むしろ意欲的・計画的な決起の主導者のひとりであったという見解がある[291]。たとえば、7月12日に発せられた三奉行の上坂要請の書状は、当時、書状が大坂から広島まで通常3日を要することからすれば、15日に到着した可能性が高いものであるが、輝元は同じ日のうちに広島を舟で出発しているところからみれば、彼は上坂（大坂行き）をほぼ即断しているのである。さらに19日には大坂城に入城して、家康留守居を早々に追い、公儀権力の要として豊臣秀頼を手中にするという挙に出ている。このように、大坂渡航に用いる舟・兵糧・武具などの手配や家臣団への下知、および大坂城に入ってからの親徳川派の動きを封じる手法の迅速さ、手際のよさは、石田三成・大谷吉継の計画に一枚加わっていた輝元の予定の行動だとみることが可能である[291]。
- 輝元が三成と挙兵に同意したのは、会津征伐の阻止にあったとする見方がある。これは、生母を人質に出すことで未遂となった前田利長への加賀征伐に続いて上杉景勝への会津征伐が実施されることになったことで、輝元は家康が大老の排除に乗り出すことへの警戒感を強めたのではないかとしている（これは同じ西軍に参加した宇喜多秀家との共通認識であった可能性もある）[292]。
- また、輝元は諸大名への西軍参加を呼びかけた書状を発送したほか、伊予において河野通軌ら、河野氏遺臣に毛利家臣である村上元吉を付けて、東軍・加藤嘉明の居城である伊予松前城攻撃に従軍させたこと、大友義統を誘い軍勢を付けて豊後を錯乱することなど、西国における毛利氏の領域拡大を進めようとし、積極的に西軍総大将として活動していたことが明らかになっている[293]。
- 輝元の反徳川闘争決起、西国への侵攻は、元就の遺命である拡大抑制路線からの転換でもあった[294]。輝元は祖父から受け継がれてきた路線を否定することにより、自分という存在を証明しようとしたと考えられる[294]。また、輝元には祖父や叔父を超える名将として名を残したいという功名心や、祖父や叔父を見返してやりたいという動機もあったと見ることができる[294]。輝元は天下を狙ったとまではいえないが、少なくとも天下を動かす最高権力者の一人になろうとしていた[294]。
- とはいえ、輝元は総大将でありながら実際には関ヶ原の戦場に赴かず、戦後は家康に改易されかけたが、吉川広家や福原広俊らの働きで、家康から周防・長門両国のみ安堵され、輝元・秀就父子の身命を保証する起請文が与えられた（『吉川家文書』 914号）[295]。広家が家康に出した起請文には、「輝元が今後少しでも逆心を抱けば、自分が輝元の首を取って差し出す」とまで記されている[296]。輝元はこれを嘆き、「近ごろは万事がさかさまで、主人が家臣に助けられなければならぬ時節だ」と述べている（『福原家文書 六の10』）[295][297]。自嘲にも似た輝元の心底がうかがわれるのである[295]。
- 西軍総大将である輝元が豊臣秀頼を戴き、関ケ原の戦場に赴かなかったことは、結果的に家康を救う形となった[298]。なぜなら、家康は豊臣公儀から謀反人の扱いを受けており、同盟している豊臣恩顧の武将らによる裏切りが発生する恐れを警戒せざるを得なかった[298]。加えて、家康は西軍との決戦に臨んで、徳川秀忠が率いる精鋭軍3万の到着を待たねばならなかった[298]。だが、秀忠を待ち続ければ、輝元が秀頼を奉じて関ヶ原に赴く機会を与え、家康方の結束を乱されるというディレンマに陥っていた[299]。
- 輝元が大坂に駐留していた毛利軍を率いて関ヶ原に赴いていれば、西軍が勝利できたという見解も根強い[190]。だが、輝元は大阪に駐留していた軍勢を動かすつもりはなく、自身の最前線への出撃も念頭になかった[300]。事実、輝元は安濃津城攻撃に赴いた秀元が大坂駐留軍の派兵を求めた際、これに応じなかった[300]。その後、京極高次の離反という事態が生じたため、三千から四千を出撃させたが、この兵力も本来は出撃させるつもりはなかった[300]。これは、輝元が四国や九州への出兵にその兵力を割いており、実際に阿波には大坂からも派兵していることから、本戦での対決よりも西国の制圧を優先させた結果であった[300]。また、輝元は大坂へ向かった時からすでに隣国への侵攻を想定し、国許にも兵力を残しており、その兵力も西国の制圧に動員していた[300]。光成準治は、関ヶ原の戦いが短期間のうちに決着した場合、西国におけるそれ以上の領土拡大が見込めなくなるので、それを嫌った輝元や毛利氏は戦いが長期化するのを望み、関ヶ原での攻勢や秀頼を奉じた出馬に消極的になった、と考察している[301][302][303]。
- 関ケ原の戦いの前日、吉川広家と福原広俊が毛利方不参戦の密約を徳川方と結んだことを、輝元の意向を受けたものであり、輝元と家康の和睦であったとする説を、渡邊大門が提唱している[304]。渡邊は毛利勢が当日の本戦に参戦しなかったのは、この和睦に基づくものだとする見解を示している[304]。光成準治はこれに対し、輝元と広家の疎遠な関係などから、広家が輝元の指示に基づいて徳川方と交渉した可能性は低いとしつつも、輝元が広家の行動を黙認した可能性を指摘している[305]。輝元としては、西軍が敗戦した場合に備えて自己保身を図る一方で、南宮山の布陣を解かず、西軍有利と見れば下山して東軍を叩き潰す、というどちらにも対応できる策を取った、と光成は考察している[305]。
- 輝元が大坂城を簡単に退去しなかったならば、関ヶ原の戦いはなお複雑な展開をたどったという見方もある[306]。輝元が秀頼を奉じて抵抗することを恐れた家康により、輝元は大坂城退去までは所領安堵を約束されていたが、退去後にはその約束を反故にされた[203]。つまり、輝元は家康に欺かれる形となった[203]。輝元は大坂城という絶好の拠点を手放したために、所領安堵を反故にされても、家康に対して強硬的な態度を取ることが不可能になり、減封の処分を受け入れざるを得なかった[203]。輝元が所領安堵を取り消されて減封された理由は、家康の大坂城入城後に輝元の西軍への積極的関与、西国への侵攻の事実が明らかになったからということであったが、家康はそれらの事実を関ヶ原の合戦前から知っていたと考えられており、減封は既定路線であった[203]。
- 関ヶ原の戦い後、輝元が京都付近の木津屋敷に引き篭もっていた頃に長雨が続いた。その屋敷の外れに「輝元と 名にはいへども 雨降りて もり（毛利）くらめきて あき（安芸）はでにけり」という落首を記した高札が立てられたという[297][307]。
- 輝元は関ヶ原の戦いにおいて、安国寺恵瓊に担がれたのではなく、自ら野望を抱き、自らの意志で行動していた[308]。輝元は元就譲りの知略を駆使して、家康をも一時的に慌てさせた[308]。だが、輝元は家康と違い、最終局面での決断力が欠如していた[308]。輝元は厳しい指導を受けていたとはいえ、西国の覇者としての地位が保証されており、幼いころから修羅場を潜り抜けてきた家康とは対照的に、三代目としてのひ弱さがあった[308]。輝元は、策謀を張り巡らすだけでは対応できない土壇場での胆力を欠いていた[308]。関ヶ原の戦いは、自身を育てた祖父や叔父に対する輝元の最大の反抗でもあったが、結果として大失敗に終わった[308]。
- 関ヶ原の戦いにより、輝元の権威は大きく低下し、財政的にも危機に陥った[308]。だが、輝元は内政面では優れた能力を見せ、その危機を見事に切り抜けて、のちに明治維新を主導する雄藩となる長州藩の礎を築き上げた[308]。他方、輝元は低下した権威の回復のため、厳しい家中統制を行い、家中を乱したと判断した家臣を粛清している[308]。輝元は戦国時代以来の荒波を切り抜け、防長二国に減封されながらも、後継者の政権基盤を固め、明治維新に至るまでの長州藩を繁栄に導いたと評価できる[309]。
- 輝元は大坂の陣に際して、天下への野望を再び見せ、内藤元盛（佐野道可）を利用するなどして策謀を巡らせた[308]。輝元は徳川方の勝利がほぼ確実であると考えつつも、豊臣方の勝利の可能性も皆無ではないと考え、豊臣方勝利の際に毛利氏の復権を図る必要があった[246]。そのため、豊臣方が勝利した際の保険として、輝元は元盛を利用したと考えられている[246]。だが、これが失敗に終わると、輝元は幕府の追及を恐れ、元盛の2人の息子である元珍と粟屋元豊らを粛清し[310]、家中統制に利用した[246]。このように、輝元は徳川氏に表向きは服従しつつも、最後まで天下への野望を捨てずに抱き続けていた[246]。
- 輝元は関ヶ原の戦いののち、家臣を粛清・利用したりするなど、冷酷・卑劣な手段を辞さなくなったが、それは祖父の作り上げた毛利の家を守り抜き、家臣団の過半の生活を守るための強い決意によるもであった[310]。実際、宇喜多氏や長宗我部氏のように関ヶ原の敗戦によって断絶させられたり、東軍に与していても最上氏や里見氏のようにその後の家中騒動によって断絶させられたりするなど、戦国大名の家が明治維新まで命脈を保った例は決して多いとはいえなかった[310]。輝元が家中騒動の火種を早い段階で摘み取り、毛利氏を守っていたことに関しては、一定の評価が与えられる[310]。
- 輝元は長州藩の藩祖として、元就や隆元、秀就とともに顕彰され、神格化の対象とされた[5]。藩祖に関わる由緒は、歴史認識として長州藩の藩士らに受容されたと考えられる[5]。明治時代に創建された志都岐山神社において、輝元は元就や隆元らとともに祭神として扱われている。
- 天正3年（1575年）5月、輝元は朝廷から蘭奢待を贈られた[注釈 17]。同年8月、輝元はこれを厳島神社に宝物として奉納している[注釈 18]。
- 厳島神社にはまた、輝元が安土桃山時代に奉納したと伝えられる漆絵大小拵（陣刀）が収められている。この陣刀は長大華麗な拵で、豊臣秀吉が輝元の刀を見て「異風を好む」と評している（『常山紀談』）のに合致しており、興味深い点がある[311]。
- 周防国や長門国において口伝され流布されてきた物語を集めて成立した『古老物語』によると、側室の二の丸殿が幼少の頃に自宅門前で遊んでいたところ、美少女故に通りかかった輝元の目に留まった。輝元はそれをきっかけに大変気に入って、その後しばしば児玉邸を訪問する始末であったが、二の丸殿の父である児玉元良は輝元のそうした態度を快く思わず、天正12年（1584年）に二の丸殿を周防の杉元宣の嫁に出した。しかし、輝元は諦めることなく、天正14年（1586年）に元宣が筑前に出陣すると、佐世元嘉らに命じて強奪し、自身の側室とした。これに立腹した元宣は妻を取り戻すため、天正17年（1589年）に筑前国から安芸国へ向けて出立し、元宣の出立を知った小早川隆景は血気に逸る元宣が帰国したら如何なる珍事が起こすか知れないことから追手を差し向け、元宣が説得に応じなければ討ち果たすよう命じたため、説得に応じなかった元宣は殺害された[312]。その後、隆景が輝元の行動を厳しく宥めて二の丸殿を側室と認めなかったことから、輝元は一旦二の丸殿を児玉家に帰したが、輝元が吉川広家に宛てた書状によると、輝元としては円満に側室に迎えようとしたが、杉元宣や二の丸殿が抵抗したことで騒ぎになったと責任転嫁し、隆景の異見に従ったことで自身の権威が低下したと隆景に対する恨み言を漏らしていることから、輝元が心から反省している様子は窺われない[294]。この事件は、輝元が秀吉からの信任を得て、自らを頂点とする改革を進めたことで生まれた「傲慢さ」によって起きたと評価されている[294]。
- 一方、二の丸殿の兄弟・児玉景唯が輝元の側室・お松のもとに毎夜通っていたため、輝元は景唯の死後にその家を改易している[313]。
- 曲直瀬道三とは格別に親密な交流があり、輝元の在京中の活動は道三邸を第二の基点としているかのような観をいだかせるのである[149]。
- 輝元は柳生宗厳を剣術の師としており、慶長4年（1599年）に印可状を与えられた[314]。

## 墓所
輝元の墓は、山口県萩市堀内の沙麓山天樹院跡に、正室である南の大方の墓と並んで建っている。輝元の墓は高さ2.1m、南の大方の墓は高さ1.8mと大型で、いずれも花崗岩製の五輪塔形である。

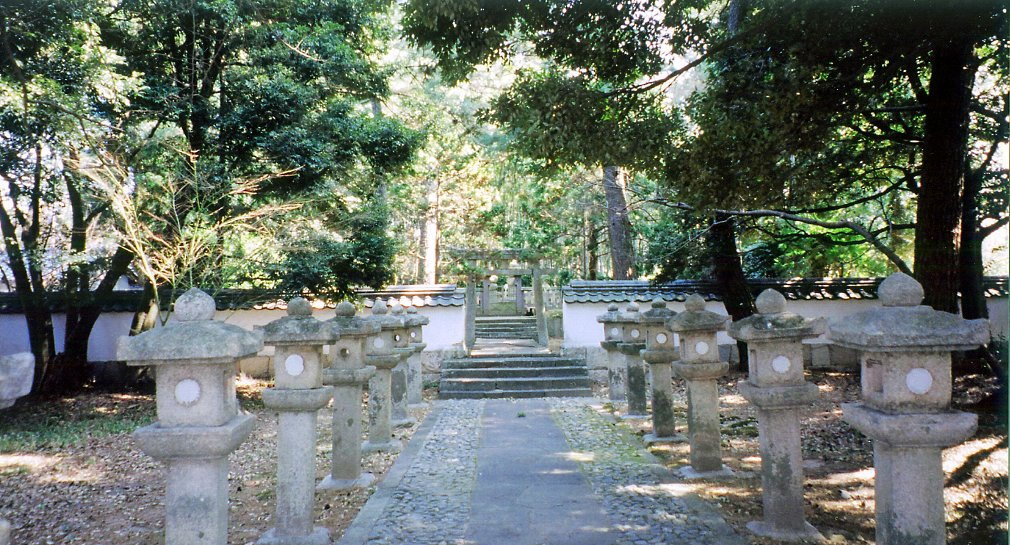
山口県萩市旧天樹院にある毛利輝元の墓所
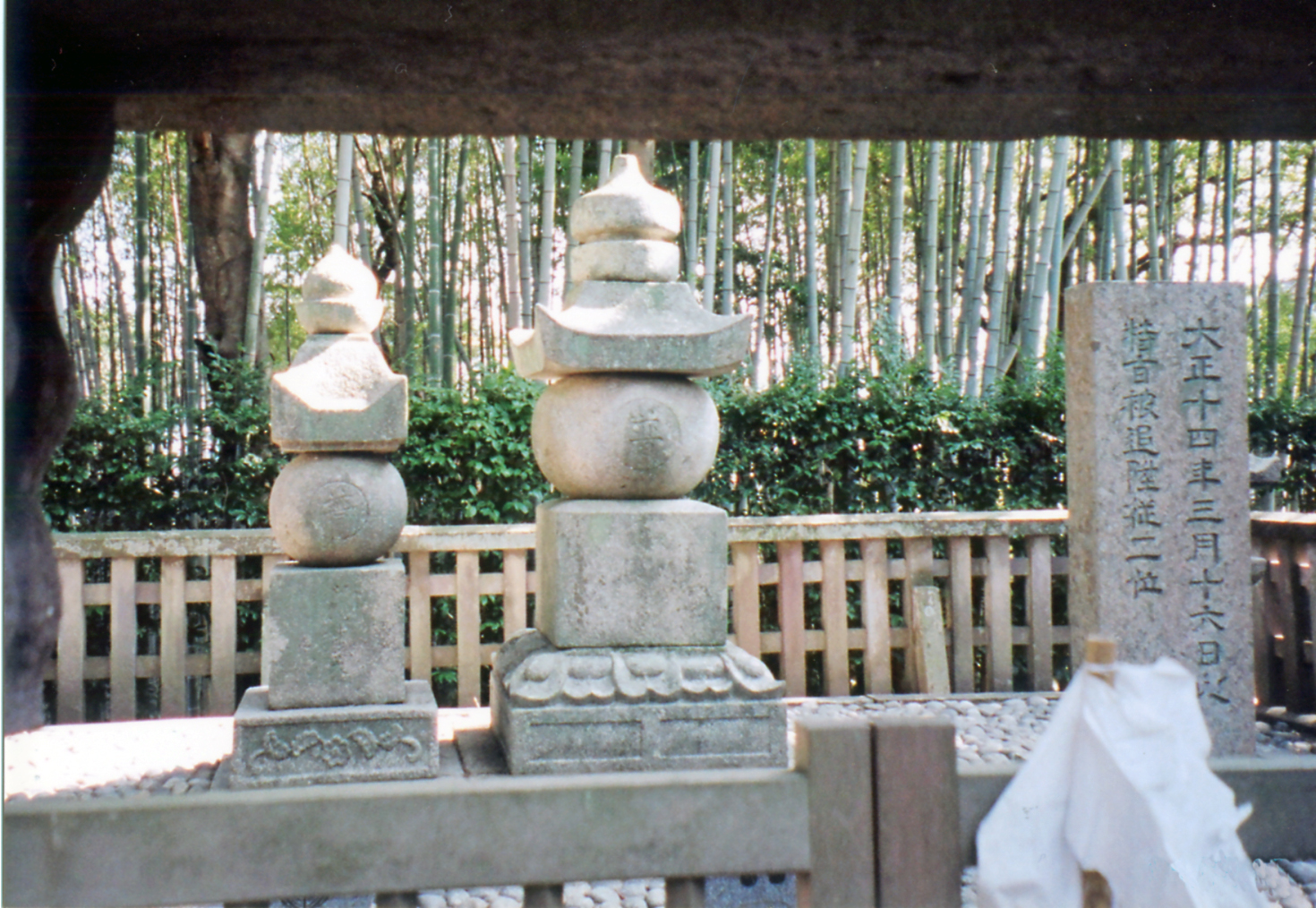
毛利輝元夫妻の墓
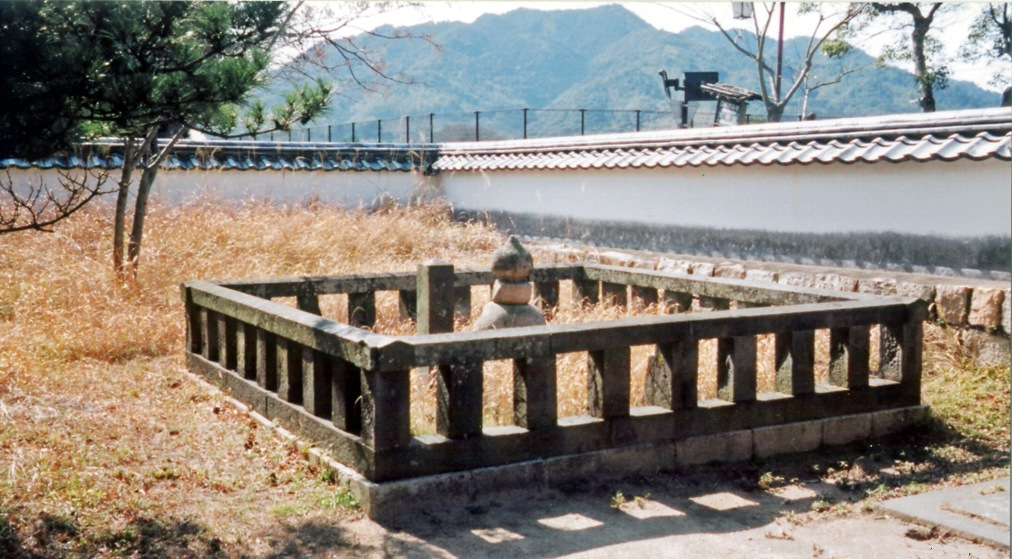
墓所内にある輝元の火葬場跡

## 系譜
- 父：毛利隆元（1523-1563） - 毛利元就の長男[1]
- 母：尾崎局（1527-1572） - 内藤興盛の娘で、大内義隆の養女[1]
  - 弟：毛利徳鶴丸（生没年不詳） - 輝元の弟。母は尾崎局。夭折[315]
  - 姉妹：津和野局 （?-1571） - 輝元の姉妹。母は尾崎局。吉見広頼正室[315]。元亀2年（1571年）10月没[35][316]
- 正室：南の大方（1558-1631） - 宍戸隆家の娘[1]
- 側室：二の丸殿（1572-1604） - 児玉元良の娘[317]
  - 長男：毛利秀就（1595-1651） - 長州藩初代藩主[1]
  - 長女：竹姫（1600-1644） - 吉川広正室、婚姻日は元和2年（1616年）7月[318]。正保元年9月10日 （1644年10月10日）に周防国岩国において死去[318]、法名は高玄院殿超誉珠栄大姉、墓所は岩国市横山[318]
  - 次男：毛利就隆（1602-1679） - 徳山藩初代藩主[318]
- 側室：於松（?-1641） - 羽根山城守元泰の四女[317]。寛永18年12月13日（1642年1月13日）に萩において病死、法名は妙華院殿清久芳純大姉、墓所は萩市雲渓院[317]
- 側室：於千、改名して千代（1550-1658） - 井上河内守就正の娘[317]。万治元年10月29日（1658年11月24日）に萩において病死、法名は東泰院殿隣宗受清大姉、墓所は萩市雲渓院[317]
- 側室：於鶴（?-1677） - 花房太郎左衛門尉某の娘[317]。延宝5年9月18日（1677年10月14日）に萩において病死、法名は正法院殿三融日諦大姉、墓所は萩市大照院[317]
- 側室：於さな（?-1644） - 伊井、のちに児玉小左衛門真友の娘[317]。正保元9月3日（1644年11月3日）に萩において病死、法名は覚身院殿妙伝尊尼公[317]
- 養子
  - 男子：毛利秀元（1579-1650） - 毛利元就の子・穂井田元清の長男。長府藩初代藩主
  - 女子：古満（こま）姫（?-1651） - 宍戸元秀の次女[318]。小早川秀秋室、秀秋死後は興正寺門跡准尊室[318]。慶安4年9月29日（1651年11月12日）に京都において死去、法名は長寿院殿釈尼妙専大姉、墓所は京都大谷[318]

## 偏諱を与えた人物
毛利輝元が名前の一字を与える際、多くは偏諱である「元」の字を与えている。しかし、少数例として先祖である大江広元に由来すると思われる「広」、祖父・毛利元就や嫡男・毛利秀就に由来すると思われる「就」、由来は不明ながら「元」の次に授与例が多い「規」など、他の字を与えている例も存在しており、以下に一覧を記載する。

## 毛利輝元を題材とした作品
小説
- 『白藪椿―毛利輝元の密謀』（平川弥太郎）
- 『毛利は残った』（近衛龍春）
- 『天下大乱』（伊東潤）

## 毛利輝元を演じた俳優
- 金田龍之介（『関ヶ原』 TBS、1981年）
- 入江正徳（『おんな太閤記』 NHK大河ドラマ、1981年）
- 御木本伸介（『徳川家康』 NHK大河ドラマ、1983年）
- 風間正広（『秀吉』 NHK大河ドラマ、1996年）
- 森田剛（『毛利元就』 NHK大河ドラマ、1997年）
- 宇津井健（『葵 徳川三代』 NHK大河ドラマ、2000年）
- 大森啓祠朗（『利家とまつ〜加賀百万石物語〜』 NHK大河ドラマ、2002年）
- 津嘉山正種（『功名が辻』 NHK大河ドラマ、2006年）
- 中尾彬（『天地人』 NHK大河ドラマ、2009年）
- 浜田晃（『江〜姫たちの戦国〜』 NHK大河ドラマ、2011年）
- 三浦孝太（『軍師官兵衛』 NHK大河ドラマ、2014年）
- 浅地直樹（『真田丸』 NHK大河ドラマ、2016年）
- 吹越満（『どうする家康』 NHK大河ドラマ、2023年）